# Dinamarca

Dinamarca (en danés: Danmark, pronunciado /ˈtænmɑk/ (escucharⓘ), ‘la tierra o marca de los daneses’) es una de las tres naciones constituyentes del Reino de Dinamarca (Kongeriget Danmark o Danmarks Rige) ubicada en Europa Septentrional, el más meridional de ellos y también el de menor extensión. Es la metrópoli y parte constituyente más poblada del Reino de Dinamarca, un Estado unitario compuesto por los territorios de la propia Dinamarca, Groenlandia y las islas Feroe, en el Atlántico Norte. La Dinamarca metropolitana o continental  se limita a la parte norte de la península de Jutlandia y un archipiélago de 407 islas, cuya capital y ciudad más poblada es Copenhague, en la isla de Selandia.
Dinamarca forma parte de Escandinavia y tiene una sola frontera terrestre, con Alemania. Además, desde 1999 está unida con Suecia por carretera y ferrocarril, a través del puente de Øresund. Cuenta con 7 314 km de costas y está totalmente rodeada por el mar del Norte y el mar Báltico, a excepción del istmo de Jutlandia, que la une al continente europeo. Las principales islas danesas son Selandia (Sjælland), Fionia (Fyn), Vendsyssel-Thy, Lolland y Bornholm cerca de la costa de Polonia, la más alejada del archipiélago danés. Esta posición ha dado a Dinamarca, históricamente, el control sobre el acceso al mar Báltico.
Desde 1849, año en que se abolió la monarquía absoluta que había regido el país desde 1660, se convirtió en monarquía parlamentaria. En términos de permanencia, la familia real danesa puede considerarse como una de las más antiguas del mundo, al haber existido durante al menos un milenio. Dinamarca forma parte de la Unión Europea, aunque no usa el euro. En 1973, Dinamarca, incluida Groenlandia, pero no las Feroe, se adhirió a lo que hoy es la Unión Europea, con ciertas cláusulas de exclusión voluntaria. También se convirtió en un miembro fundador de la OTAN en 1949, terminando con la tradicional política de neutralidad que había mantenido hasta entonces.
Por su naturaleza pobre en recursos geológicos, Dinamarca centró su economía en la actividad agrícola, gracias a sus granjas, a la explotación pesquera y a la industria naval. En el último siglo, los daneses han impulsado la industrialización de su país y han favorecido el establecimiento de un modelo de estado de bienestar, garantizando el acceso a servicios públicos desde la firma del acuerdo de Kanslergade en 1933 y desarrollando una economía mixta altamente desarrollada.
Dinamarca destaca, como los otros países escandinavos, por tener una ingeniería avanzada, y un territorio de inviernos fríos y muy forestado; nombrado el país menos corrupto del mundo (2010), con alto crecimiento económico desde 1987 y, según estudios, el país donde los habitantes son más felices y uno de los mejores del mundo para vivir.

## Etimología
Según algunas fuentes, el nombre Dinamarca podría provenir del idioma eslavo o nórdico antiguo, en el que Danr se refiere a los daneses, mientras que Mark equivaldría a frontera o límite, por lo que Danmark podría significar "la tierra o marca de los daneses".
Otra versión apunta a que el nombre de Dan podría proceder del germano Danjam, que significa "tierras bajas", por lo que el nombre podría referirse al "lugar de las tierras bajas".

## Prehistoria e historia

### Culturas prehistóricas
Aunque se piensa que el territorio fue habitado hace unos ciento veinte mil años, los primeros restos arqueológicos relacionados con la presencia humana datan de la oscilación de Bølling, de 12500-12000 a. C.

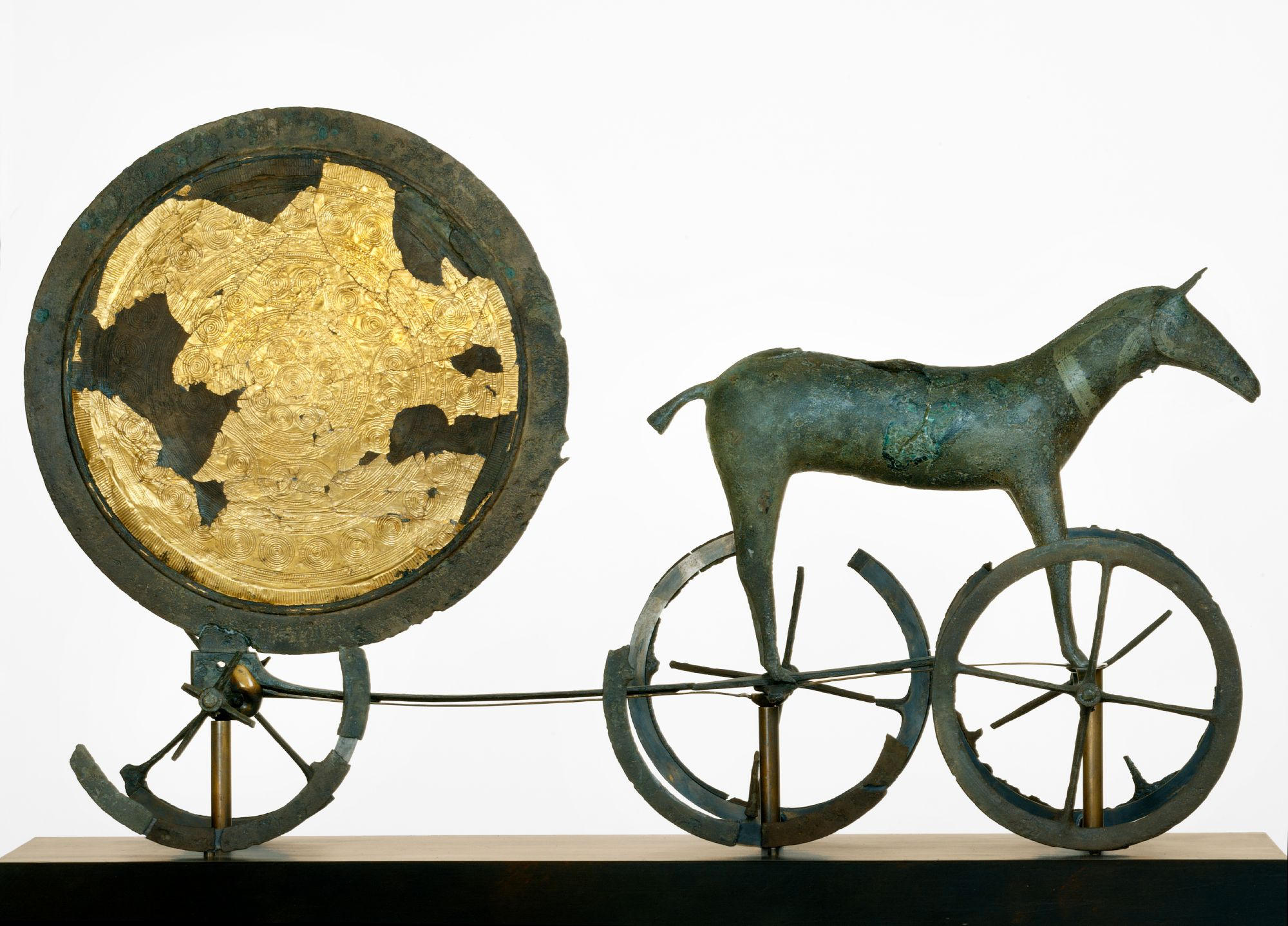
El carro solar de Trundholm, perteneciente a la Edad de Bronce nórdica.

- Magdaleniense (12000 a. C.-9000 a. C.) Cazaban caballos y mamuts. La necesidad de materias primas líticas (piedras y maderas) movilizaba a varios clanes familiares a unos diez mil kilómetros. A medida que el hielo de Escandinavia iba cediendo, las familias migraban a la región.
- Maglemosiense (9000 a. C.-6000 a. C.) Se han hallado arpones y anzuelos y según los expertos existían asentamientos estivales en los ríos y mares, consagrados a la pesca.
- Cultura de Kongemose (6000 a. C.-5200 a. C.) El fin de la era del hielo provoca inundaciones en las costas nórdicas. La economía se basaba en la caza de ciervos y jabalíes complementada con la pesca en algunos asentamientos costeros.
- Ertebolliense (5300 a. C.-3950 a. C.) Cultura de pescadores, su industria presenta anzuelos, arpones y su economía se basaba en la recolección de moluscos y en la caza, tanto de animales marinos como terrestres. Grandes avances en navegación y caza de mamíferos marinos (mediante el uso de redes).
- Cultura de los vasos de embudo (4200 a. C.-2800 a. C.) Los pueblos nórdicos importan el bronce y desarrollan la agricultura como medio de adaptación a los cambios climáticos. Surgen las primeras sociedades jerarquizadas.
- Cultura de la cerámica encordelada (2900 a. C.-1800 a. C.) En solo dos generaciones se produce un cambio cultural, se adoptan elementos novedosos (alcohol, caballos, metalurgia, ropa de lana) y cambian el hacha por el arco, todo esto gracias a las rutas comerciales.
- Edad de bronce nórdica (1800 a. C.-500 a. C.) A pesar de los múltiples objetos hallados, Escandinavia no se sumó a la edad de bronce hasta este periodo (con industria propia).
- Cultura de Jastorf (600 a. C.-50 a. C.) Los indoeuropeos colonizan Escandinavia. Estos pueblos ya entrados en la edad de hierro influenciaron en la extracción de este mineral en la región, dejando el bronce solo para uso decorativo.

### Historia

#### Época vikinga, Edad Media y Moderna

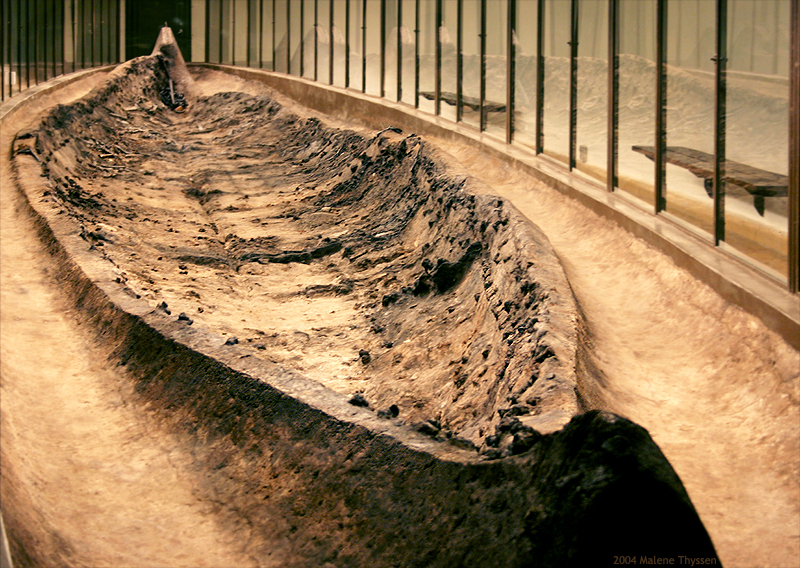
El barco de Ladby, el barco funerario vikingo más grande hallado en Dinamarca.

En la etapa de los pueblos germánicos (50 a. C.-789 d. C.), aproximadamente en el año 200, se separó el idioma protonórdico del idioma protogermánico, aunque se cree que las diferencias son mínimas. Durante la época vikinga (789-1100 d. C.) nace el idioma nórdico antiguo como evolución del protonórdico. Los dialectos de este idioma se van a convertir en los idiomas nórdicos actuales: sueco, noruego, danés e islandés.
Dinamarca fue unificada por Harald Blåtand alrededor del año 965. En el siglo XI los vikingos daneses y noruegos atacaron en la mayor parte de Europa Occidental, llegando a controlar parte de Inglaterra, y fundando otros Estados, como el Ducado de Normandía. Además, los vikingos daneses hicieron numerosas expediciones al mar Mediterráneo. En sus primeras expediciones, pasaron por el norte y este de la península ibérica, haciendo incursiones en estos territorios. Se sabe que causaban gran terror, bajas y pérdidas económicas a los recientes Estados cristianos del norte de la Península.
Por otro lado, se sabe que los vikingos quemaron Sevilla (año 844) hasta sus cimientos, lo cual no agradó en absoluto al emir de Córdoba, que reorganizó una sólida defensa contra las incursiones vikingas, por lo que estos perdieron su interés por al-Ándalus y fueron a saquear reinos más débiles en el Mediterráneo. Crearon el Reino de Sicilia. Además, se sabe que intentaron saquear Roma y llevar la cabeza del papa a Dinamarca. Sin embargo, los conocimientos geográficos de los vikingos dejaban bastante que desear. Navegaron hasta una ciudad al norte de Italia llamada «Luna» y al ver sus torres de iglesias doradas y estar cansados después de haber navegado durante un año, no se pararon a reflexionar sobre si aquella ciudad realmente era Roma. La saquearon y la cabeza que más tarde colgaría en algún lugar de Dinamarca fue la del obispo de Luna.

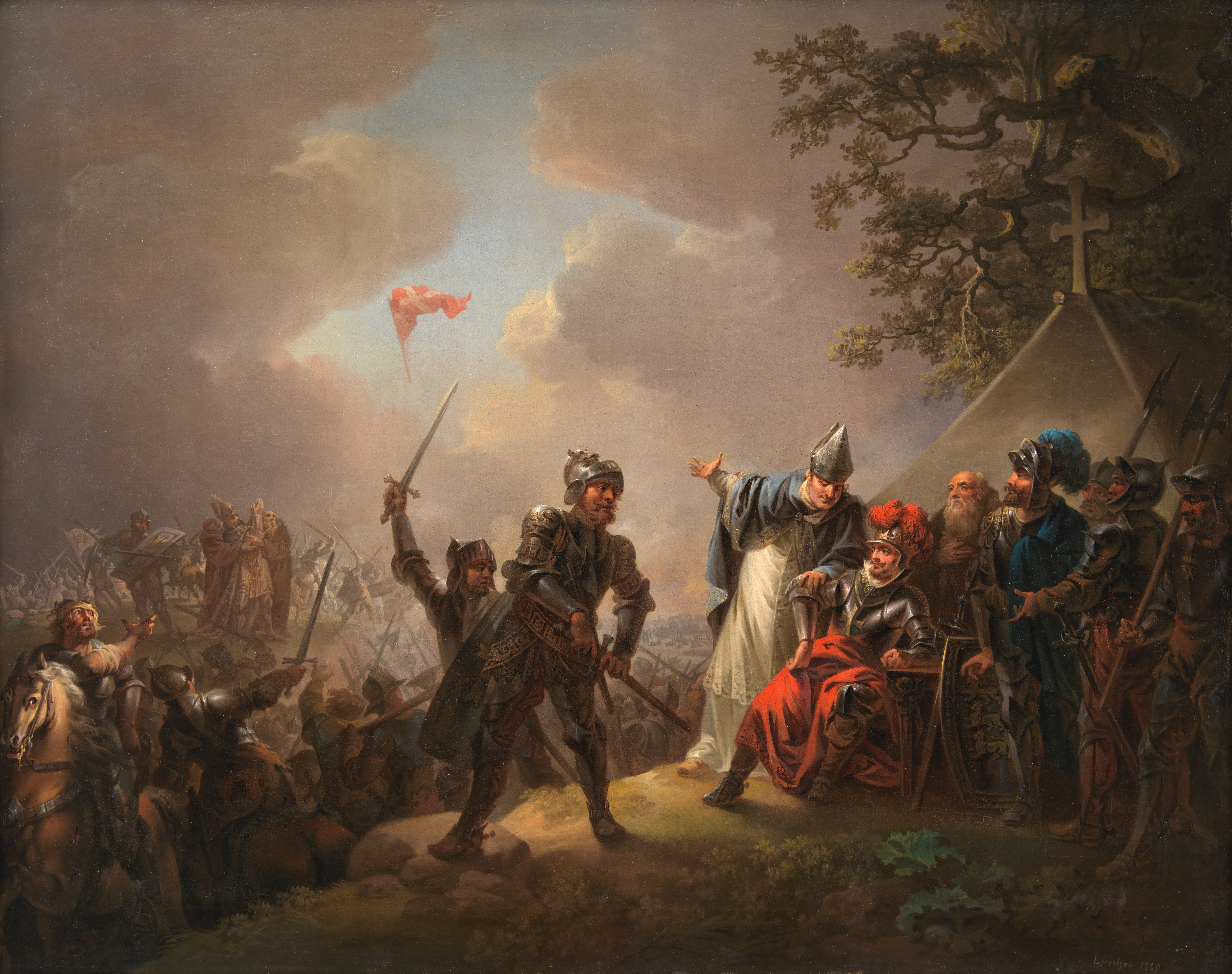
La bandera de Dinamarca, «Dannebrog», cae del cielo durante la batalla de Lyndanisse el 15 de junio de 1219. Cuadro de Christian August Lorentzen (1809).

Llegaron incluso hasta Constantinopla, capital del Imperio bizantino, sitiándola (de ahí que en danés exista un sinónimo para denominar a la actual Estambul: «Miklagård» = ‘Granja grande, patio grande’). El emperador bizantino quedó tan impresionado de la fuerza vikinga que, tras la derrota de estos, pidió un regimiento de mercenarios vikingos para que fueran su guardia personal (Guardia varega), aunque ésta la formaran en su mayoría vikingos suecos. La era vikinga termina alrededor del año 1100, cuando acaban las incursiones vikingas. Muchos historiadores coinciden en que el fin de la era vikinga fue en la batalla de Stamford Bridge en 1066. A causa de la gran influencia vikinga en Gran Bretaña, el idioma inglés actual tiene ciertas palabras parecidas al danés, sueco y noruego ya que todos estos son dialectos del nórdico antiguo. De hecho, si se juntaran en la actualidad un danés, un noruego y un sueco hablando cada uno en su respectivo idioma (de manera pausada) lograrían mantener una conversación relativamente fluida, ayudándose los unos a los otros.
Posteriormente, Dinamarca ha controlado durante siglos Noruega e Islandia, y ocasionalmente, Suecia (Unión de Kalmar), parte de las islas Vírgenes, parte de la costa del Báltico y lo que ahora es el norte de Alemania. Estonia fue conquistada por parte de una cruzada danesa para evangelizar los territorios estonios paganos, liderada por Valdemar II el Vencedor y el arzobispo Anders Sunesen, además de otro arzobispo influyente de la época, Absalon (fundador de la ciudad de Copenhague), vencieron en la batalla de Lyndanisse, cerca de Tallin, en 1219. Según el mito, la bandera danesa «Dannebrog» (La Gran Cruz Nórdica blanca simboliza el cristianismo de Dinamarca limpio, puro; sobre fondo rojo que simboliza la sangre de los enemigos de Dinamarca) cayó del cielo para que los daneses ganaran la batalla. Los territorios estonios fueron vendidos en 1346 por parte del rey danés Cristóbal II, a la Orden Teutónica por diecinueve mil marcos de plata, con la oposición papal.

Territorio controlado por la Unión de Kalmar sobre el año 1500.

En 1397, la Reina Margarita I de Dinamarca, con el objetivo de contrarrestar a la Liga Hanseática, creó la Unión de Kalmar, unión personal por el cual se unieron bajo su reinado los territorios de Dinamarca, Suecia (que controlaba parte de Finlandia) y Noruega, además de sus colonias de ultramar como Islandia, las Islas Feroés o Groenlandia. Dicha unión se mantuvo hasta el año 1523 cuando el noble sueco Gustavo Vasa logró conquistar Estocolmo y forzó la firma del Tratado de Malmo, por el cual el monarca Federico I reconoció la soberanía de Suecia y cedió los territorios de Escania y Blekinge.
Tras la independencia de Suecia, Dinamarca continuó unida a Noruega mediante una unión real, que se extendió en el tiempo hasta el siglo XIX. Durante este periodo, los daneses adoptaron el luteranismo en 1536 e intentaron recuperar el control de Suecia, durante la Guerra de Kalmar, de 1611 a 1613. Además, la corona danesa comenzó la expedición y conquista de territorios en otros continentes, fundando la Compañía Danesa de las Indias Orientales, logrando el control de la denominada Costa de Oro Danesa en Ghana, desde donde fueron vendidos como esclavos más de 1 500 000 personas.
Durante la guerra de los Treinta Años, el monarca danés Cristián IV luchó a favor del luteranismo, aunque sufriendo una importante derrota en la Batalla de Lutter, lo que supuso el inicio del declive de Dinamarca. En 1643, los suecos invadieron Jutlandia durante la Guerra de Torstenson, obligando a los daneses a firmar el Tratado de Brömsebro por el cual cedieron a Suecia los territorios de Jämtland, Härjedalen y Idre & Särna, y las islas de Gotland y Ösel, última posesión de la Estonia Danesa.  Trece años más tarde, el Rey Federico III de Dinamarca, lanzó un ataque contra Suecia para intentar recuperar el territorio perdido en el Tratado de Brömsebro, aprovechando que el ejército sueco estaba luchando en la segunda guerra nórdica. Sin embargo, los suecos terminaron ocupando, de nuevo, la península de Jutlandia, la isla de Fionia y gran parte de la de Selandia, por lo cual se firmó el Tratado de Roskilde en 1658, cediendo el control de Escania, Blekinge, Bahusia, Trøndelag y la isla de Bornholm a Suecia, y renunciando a todas las posesiones danesas en la península escandinava. A pesar de la victoria sueca, unos meses más tardes el rey Carlos X Gustavo lanzó un nuevo ataque sobre Dinamarca, volviendo a conquistar parte de su territorio y asediando la ciudad de Copenhague durante más de dos años, donde se encontraba el Rey Federico III liderando la defensa y repeliendo los ataques suecos. La muerte de Carlos X Gustavo en 1660 supuso el fin del asedio y la firma del Tratado de Copenhague (1660), por el cual el Imperio Sueco tuvo que devolver la provincia de Trøndelag y la isla de Bornholm al Reino de Dinamarca y Noruega. La gran popularidad adquirida por Federico III tras su defensa de Copenhague fue aprovechada por el monarca para cambiar la monarquía electiva vigente en el país por una monarquía absoluta, que duraría en Dinamarca hasta 1848.

El Tratado de Roskilde (1658), firmado entre Suecia y el Reino de Dinamarca y Noruega, supuso para los daneses la pérdida de sus posesiones en la península escandinava (las zonas marcadas en tonos verdes claros).

El siglo XVII marcó el dominio danés de otros territorios fuera de Europa, como la India Danesa y las Indias Occidentales Danesas, que se unieron a la Costa de Oro danesa. Además se intentó recuperar territorio perdido durante la guerra de Escania, de 1675 a 1679, y durante la Gran Guerra del Norte, desde 1700 a 1721, por la cual Dinamarca volvió a tomar el control de  Schleswig y Holstein. El estatus neutral que tomó Dinamarca durante la segunda mitad del siglo XVIII trajo una enorme prosperidad al país, al comerciar con otros estados en guerra.

#### Edad Contemporánea
Durante las Guerra Napoleónicas, Dinamarca comerció con Francia y Reino Unido, y se unió a la Segunda Liga de Neutralidad Armada junto a Prusia, Suecia y Rusia. Los británicos, que temían que el Reino de Dinamarca y Noruega se aliara con Francia, lanzaron un ataque contra objetivos daneses y capturaron la mayor parte de los navíos que formaban parte de la armada danesa, lo que desencadenó la Guerra de las Cañoneras entre 1807 y 1814, con victoria británica.
Como consecuencia de las guerras napoleónicas, Dinamarca firmó el Tratado de Kiel, por el cual la unión con Noruega fue disuelta en 1814 y Noruega fue unida a Suecia (hasta 1905) con excepción de las islas Feroe y Groenlandia, dominio que continúa en la actualidad, ambas en régimen de autonomía, Islandia y en el Caribe las islas Vírgenes. Sin embargo, Groenlandia votó en noviembre de 1918, en un referéndum popular, por su independencia de Dinamarca, decisión que debe ser confirmada por el parlamento danés.

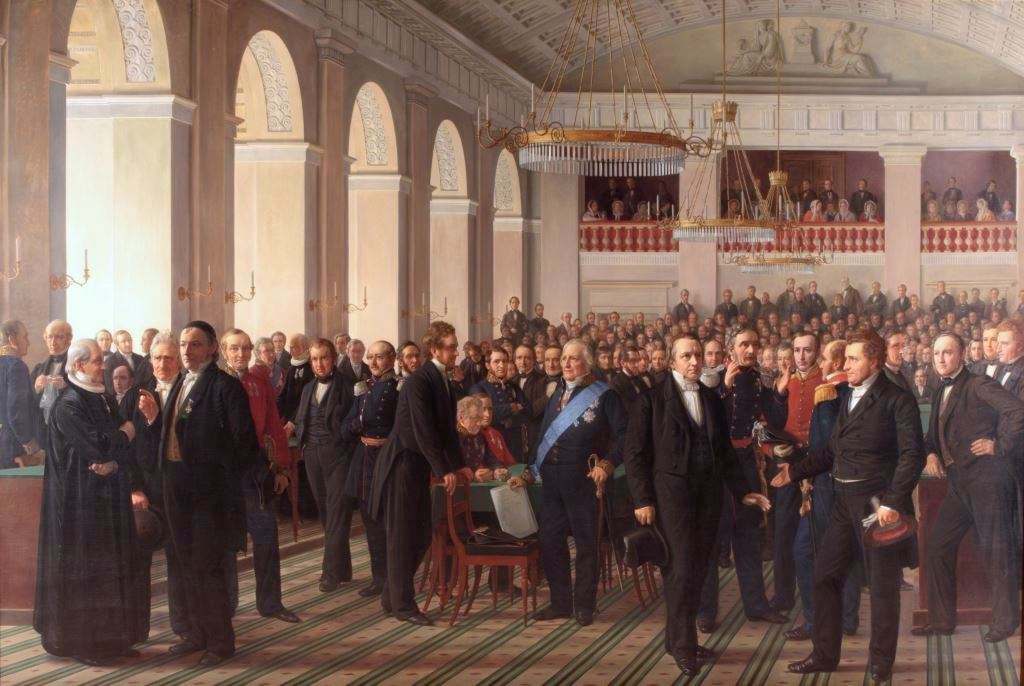
La Asamblea Nacional Constituyente (Den Grundlovgivende Rigsforsamling) nombrada por el rey Federico VII y que discutió la adopción de la Constitución de Dinamarca en 1849. Cuadro de Constantin Hansen.

En 1849, Dinamarca se convirtió en una monarquía constitucional y se instauró un parlamento bicameral. Después de la Guerra de los Ducados en 1864 Dinamarca fue forzada a ceder Schleswig-Holstein a Prusia, en una derrota que dejó hondas marcas en la identidad nacional danesa, por lo que el país adoptó una política de neutralidad, que mantuvo durante la Primera Guerra Mundial. Tras la derrota alemana en la I Guerra Mundial, las potencias vencedoras ofrecieron devolver el territorio de Schleswig y Holstein a Dinamarca. Tras un plebiscito, en 1920 Dinamarca recuperó unos 3.984 kilómetros cuadrados de la zona norte de Schleswig.
Dinamarca firmó un pacto de no agresión con la Alemania Nazi en 1939, sin embargo Adolf Hitler invadió el país el 9 de abril de 1940, cuando los alemanes cruzaron la frontera danesa violando su neutralidad. La operación se realizó con gran velocidad por parte de un gran ejército que penetró ocho puntos, fuertes contingentes de paracaidistas y comandos por el mar. La resistencia fue escasísima, produciéndose solo 15 muertos y 30 heridos. Para evitar un inútil derramamiento de sangre, el gobierno danés se rindió, y como recompensa se les respetó su autonomía y se permitió la huida de la comunidad judía de Dinamarca.

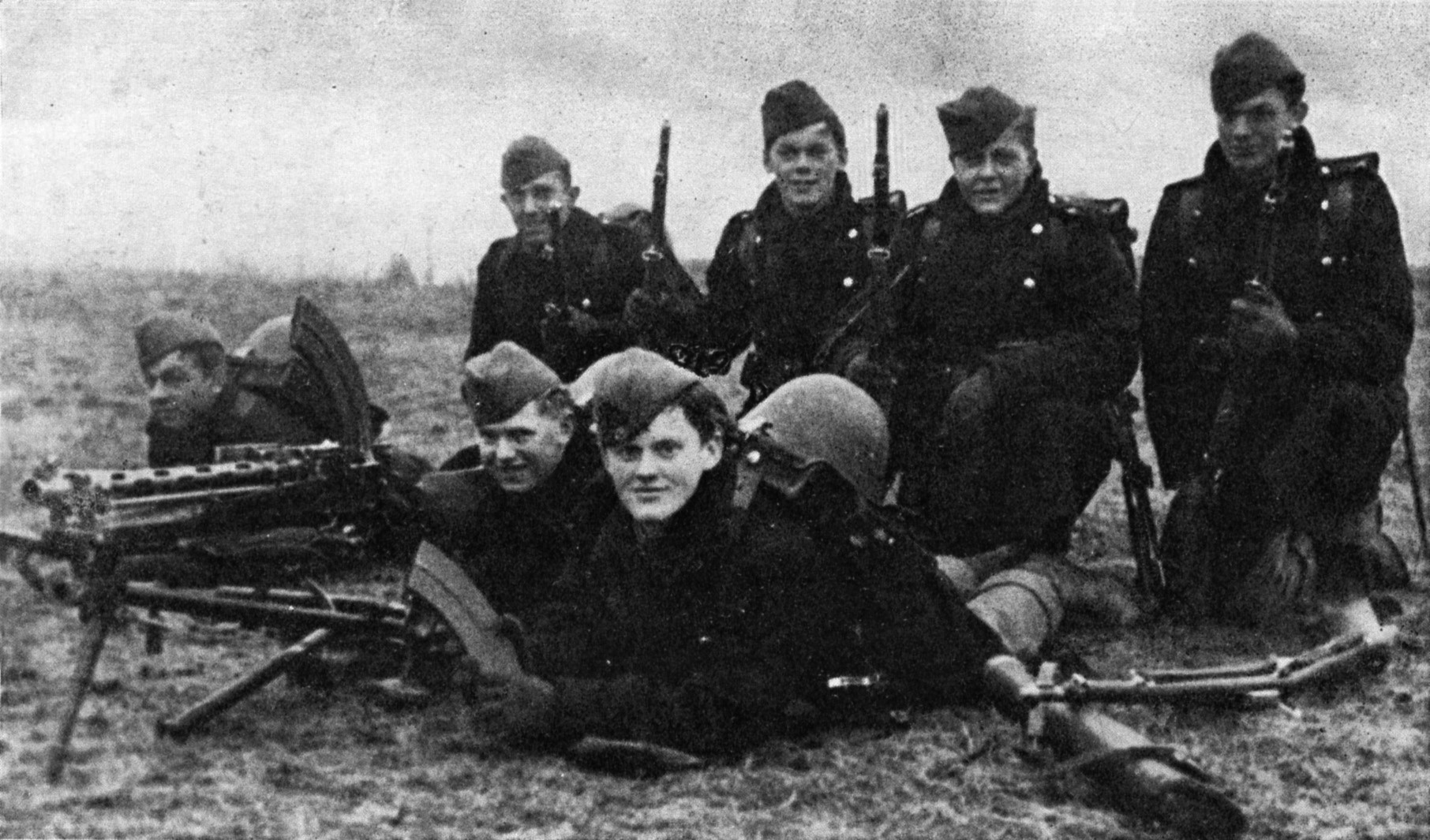
Soldados daneses el día de la invasión alemana (9 de abril de 1940). Para evitar un inútil derramamiento de sangre, el gobierno danés se rindió casi inmediatamente. La campaña alemana contra Dinamarca fue la más breve de la historia militar. La ocupación alemana de Dinamarca duró toda la guerra.

Tras una primera etapa de tranquilidad, la ocupación alemana se volvió hostil cuando los daneses empezaron a ejecutar labores de sabotaje en el verano de 1942. El rey, que no había huido como otros monarcas, se convirtió en un símbolo de independencia y unidad de los daneses, con sus constantes desplantes a los representantes de la ocupación. Al final de la guerra, ya había un fuerte movimiento de resistencia, potenciado y armado por los aliados. Aun así fue uno de los pocos territorios que finalizaron la guerra ocupados por las tropas alemanas. El 5 de mayo de 1945 llegaron las vanguardias británicas de Montgomery. Para estas fechas, Islandia había declarado la independencia de Dinamarca en 1944.
Tras la guerra, Dinamarca otorga la autonomía a las Islas Feroe en 1949, y un año más tarde se convirtió en miembro de la OTAN, y en 1973 miembro de la Comunidad Económica Europea, que años después se transformó en la Unión Europea. En 1979 se le concede la autonomía a Groenlandia, mientras que en 2009 se le concede la autodeterminación. 
Durante siglos los castillos daneses se han mantenido como residencias y bases de poder para las casas reales, la nobleza y una pequeña élite. Al mismo tiempo, han servido de santuarios para grandes artistas daneses, a los que se les ha invitado a residir en este agradable ambiente propicio para el trabajo de artistas tan conocidos como el escritor Hans Christian Andersen y el compositor Carl Nielsen, que eran asiduos huéspedes en estos castillos y mansiones daneses.

## Gobierno y política
En 1849, Dinamarca se convirtió en una monarquía parlamentaria con la adopción de una nueva constitución. La monarquía es, formalmente, la cabeza del Estado, un papel más ceremonial que real, ya que el poder ejecutivo está en manos del Consejo de ministros, con el primer ministro de Dinamarca (Statsminister) actuando como «primero entre iguales» (primus inter pares). El poder legislativo lo comparten el Gobierno y el Parlamento danés, conocido con el nombre de Folketing, compuesto por 179 miembros, incluidos dos diputados por las islas Feroe y dos por Groenlandia. El Parlamento danés es funcional y administrativamente independiente del ejecutivo y la legislatura.
Las elecciones al parlamento se celebran cada cuatro años; pero el primer ministro puede convocar elecciones anticipadas si así lo decide. El Parlamento puede también realizar una moción de censura contra el primer ministro; si la moción de censura prospera, el gobierno en pleno presenta la dimisión.

### Familia real
La monarquía danesa es una de las más antiguas del mundo pues se remonta hasta Gorm el Viejo, fallecido en 958.
Actualmente es una monarquía parlamentaria encabezada por el rey Federico X desde 2024. El rey es el jefe del Estado. La Casa Real es una de las instituciones más populares y respetadas de Dinamarca. Es la más popular de Europa. La monarquía danesa es un símbolo nacional con influencia cultural, tradicional e histórica que reúne al pueblo. Es de mucha importancia y orgullo para los daneses.
La familia real patrocina y realiza tareas de honor en diversas instituciones relacionadas con cuestiones sociales, la política exterior, la investigación científica, la salud, la ayuda humanitaria, la sostenibilidad, medio ambiente, arte, cultura, moda y deportes. Representa a Dinamarca en todo el mundo ante jefes de Estado, realezas, instituciones, empresas y poblaciones.
El valor monetario de los miembros de la Casa Real danesa, como símbolos nacionales, es muy alto para Dinamarca, según el Instituto de Análisis Nation Branding. Se debe a que son un «producto único» que llama la atención en otros países. Cuando la realeza de Dinamarca ayuda al comercio danés a triunfar en países extranjeros, significa que las puertas para las autoridades extranjeras se abren de otra manera que lo que sería el caso con representantes no-monárquicos.

### Defensa

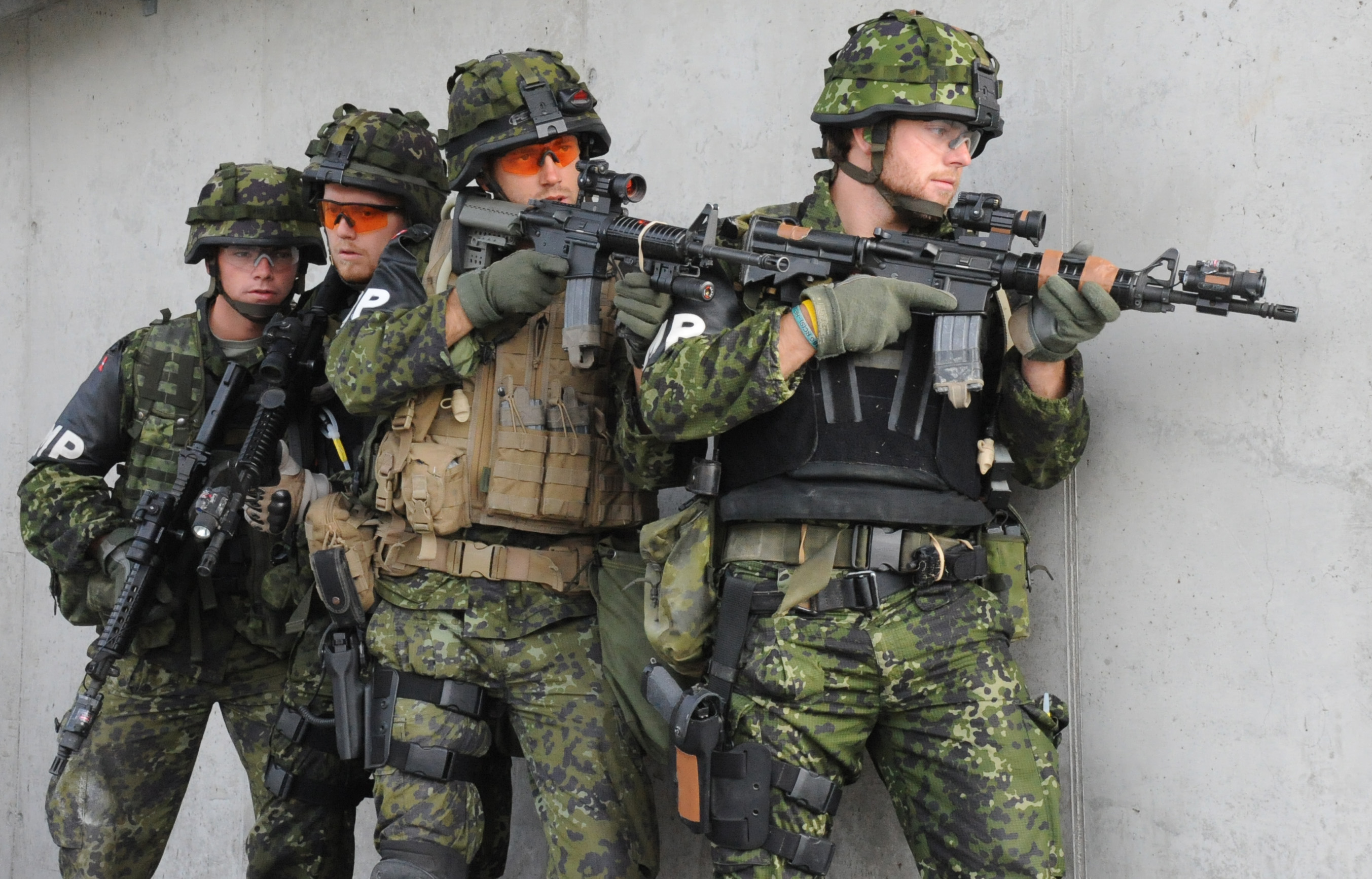
Policía militar danesa. Dinamarca participó en la invasión de Irak y la guerra en Afganistán.

Las fuerzas armadas de Dinamarca son conocidas como la Defensa Danesa (danés: Forsvaret). Durante tiempos de paz, el Ministerio de la Defensa de Dinamarca emplea alrededor de 33 000 personas en total. Las ramas militares principales emplean casi 27 000: 15 460 en la Armada Real Danesa, 6050 en la Real Fuerza Aérea de Dinamarca y 5300 en la Flota Real Danesa.
Dinamarca se convirtió en un miembro fundador de la OTAN en 1949, terminando con la tradicional política de neutralidad que había sostenido hasta entonces. Desde entonces, Dinamarca ha apoyado varias operaciones internacionales. Sus tres contribuciones más grandes son misiones en Afganistán (ISAF), Kosovo (KFOR), y Líbano (UNIFIL). Entre 2003 y 2007, había soldados daneses estacionados en Irak. Además, la Flota Danesa forma parte del operativo de la OTAN contra la piratería en el golfo de Adén.

### Estado de bienestar
Dinamarca es uno de los Estados de bienestar más modernos y desarrollados en el mundo. Sigue el modelo escandinavo/nórdico de bienestar que garantiza una amplia protección social para todos y que hace gran hincapié en la redistribución, la inclusión social y la universalidad de las prestaciones, con una elevada participación de los sindicatos. El sistema es universal, es decir, todos los ciudadanos tienen los mismos derechos, ventajas y beneficios que ofrece la sociedad, independientemente del lugar que ocupen en ella. La forma en la que el modelo escandinavo ha decidido organizar y financiar su sistema de seguridad, sistema de salud y educación, es distinta a la de otros países europeos.

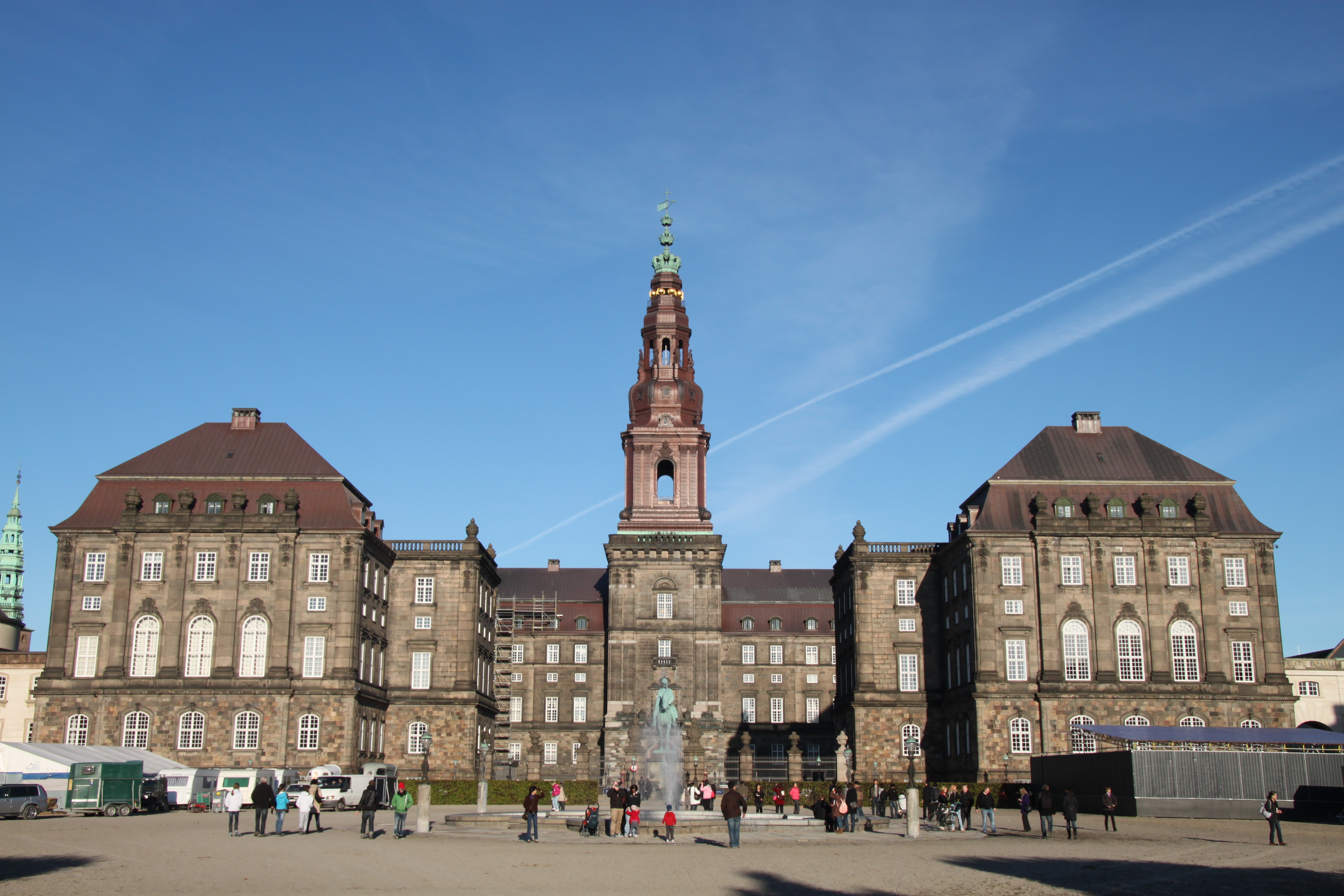
Palacio de Christiansborg, sede del poder ejecutivo, legislativo y judicial.

Los daneses tienen un alto grado de confianza tanto en sus conciudadanos como en el Gobierno, en sus leyes, en las instituciones políticas y en la democracia. Según una encuesta internacional elaborada por SoCap la sociedad danesa es la que más confía en el prójimo, la transparencia política en Dinamarca es muy alta y hay informes que afirman que Dinamarca es el país que experimenta menos corrupción en el mundo. Por lo tanto, la mayoría de los daneses apoya el nivel de impuestos porque saben que el dinero es manejado correctamente según las leyes del país y a favor del estado de bienestar que beneficia a todos. Finalmente, el concepto encaja con valores culturales como la democracia, la solidaridad, la colectividad, la igualdad y los derechos humanos, todos los cuales tienen una prioridad muy alta para los daneses. Ven el sistema de bienestar como un contrato social, por lo que se sienten moralmente obligados a contribuir a este sistema colectivo que representa un aspecto muy importante de la cultura danesa y el ser danés. Para los daneses, el estado de bienestar de Dinamarca es visto como algo único que no se encuentra en la mayoría de los países, por lo que mencionan esta característica específica al compararse y distinguirse de otros países.
Algunos beneficios del estado de bienestar de Dinamarca:
- Educación gratuita de alta calidad (colegios, universidades, etc.).
- Subsidio del Estado para la educación (subsidio mensual para todos los estudiantes mayores de edad: 5 384 coronas danesas/725 euros).
- Servicio médico gratuito de alta calidad.
- Estancia gratuita en hospitales, también en los partos.
- No hay peajes.
- Pensión de vejez.
- Asistencia social.
- Subsidio de vivienda para personas con salarios bajos
- Permiso por maternidad: un año (seis meses con salario completo).
- Servicio gratis de biblioteca.

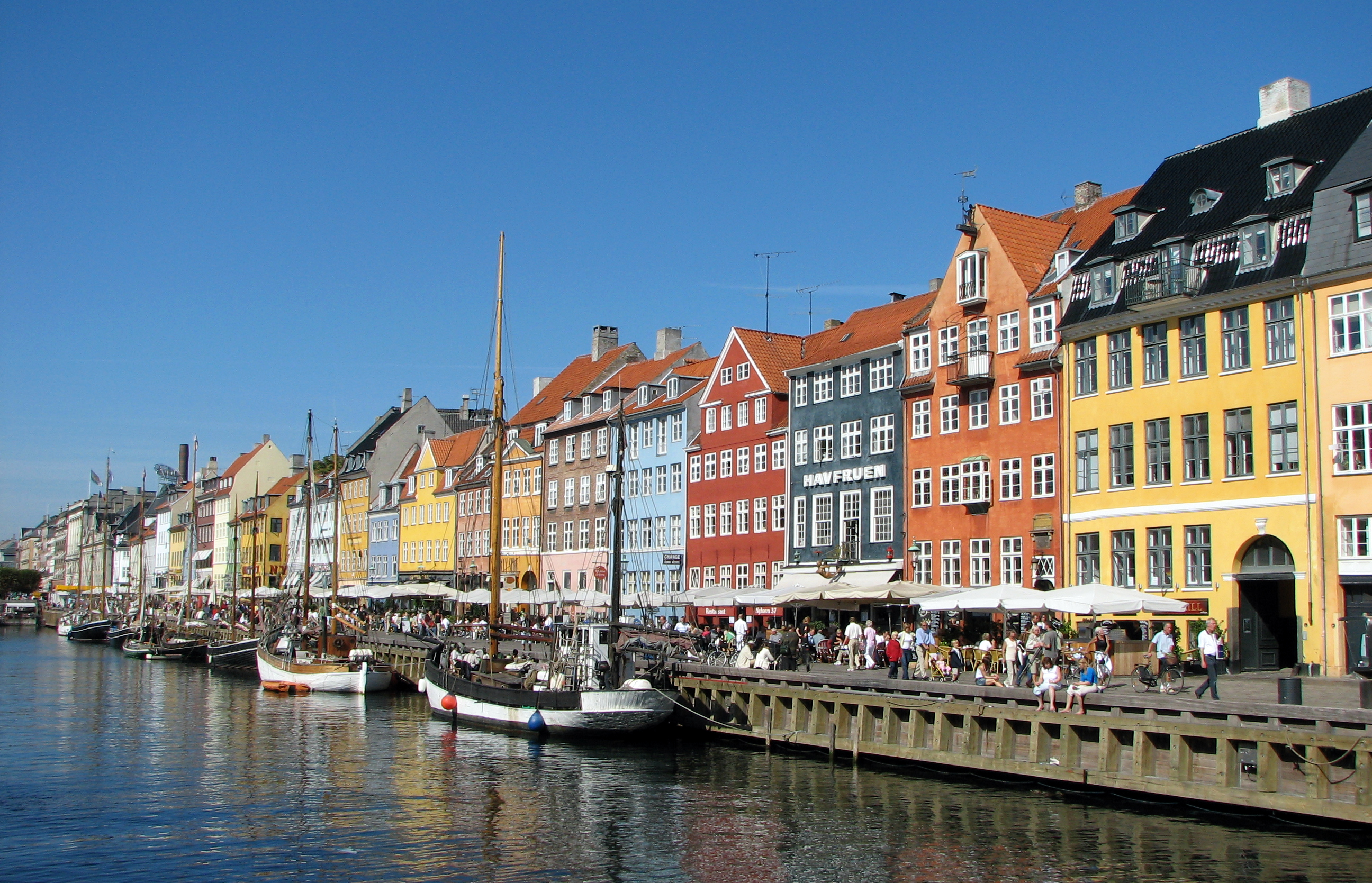
Nyhavn en Copenhague.

El sistema de bienestar es financiado por el Estado danés y por lo tanto requiere un alto nivel de impuestos. Dinamarca es el país que tiene los salarios más altos del mundo y una tasa de desempleo de 1.8 % en 2008 antes del efecto de la crisis financiera de 2008.
Los daneses están muy orgullosos de su país como modelo de estado de bienestar y la gran mayoría da prioridad al bienestar y apoya el grado de bienestar que ofrece el Estado en la actualidad. Todos los partidos políticos representados en el Parlamento danés apoyan al mantenimiento del sistema, pero hay un debate constante sobre el grado de bienestar contra el nivel de impuestos. Asimismo, existen grupos en la sociedad y partidos políticos que apoyan una reducción de impuestos.
Cuando en 2007 el gobierno anunció una reducción de los impuestos, se convocaron huelgas y grandes manifestaciones populares pidiendo mayor prioridad a las condiciones sociales, los servicios públicos como la educación y la salud y el bienestar de la gente con el eslogan «Sí, al bienestar para todos — No a la reducción de impuestos». Un 30 % de la población opinó en 2009 que los impuestos municipales deben ser elevados al nivel de antes para enfrentar la crisis, según Gallup. Según el Instituto de Análisis Green, siete de cada diez ciudadanos daneses apoyan el nivel actual de impuestos.
La actitud positiva ante los impuestos personales se debe a que, para los daneses, estos están claramente relacionados con el grado de bienestar que ofrece el Estado danés. Cada ciudadano experimenta a diario beneficios que son muy evidentes.
- Dinamarca es uno de los mejores países del mundo para vivir, según el Índice de Prosperidad del Instituto Legatum 2010. El índice se basa en una definición de prosperidad que combina crecimiento económico con el nivel de libertades personales y democracia en un país, así como mediciones de felicidad y calidad de vida.[36]

- Los daneses son la población más feliz y satisfecha del mundo, según varias encuestas de opinión e informes realizados a nivel mundial.[37][38][39]

- Dinamarca es el segundo país más pacífico y seguro del mundo según el Índice de Paz Global (2009).[40][26] La tasa de delincuencia es baja,[26] y las tensiones sociales y conflictos internos son prácticamente inexistentes.[26][41][26]

- Dinamarca tiene los salarios más altos del mundo, según un estudio publicado por UBS AG (antigua Unión de Bancos Suizos) en 2009.[cita requerida]

- Dinamarca tiene el nivel más grande de igualdad de ingresos del mundo y hay una importante igualdad social.[42]

- Dinamarca posee los impuestos más elevados de Europa, con un promedio alrededor de un 46 % en 2011, según el Ministerio de Impuestos.[43]

- Dinamarca se encuentra entre los cinco países más caros del mundo, según Fred Vogel, gerente global del Programa de Comparación Internacional del Banco Mundial.[cita requerida]

- Dinamarca fue clasificado el país menos corrupto del mundo en los años 2007-2008, 2010, 2012-2016 y 2018-2021, según Corruption Perceptions Index.[44]

- Dinamarca tiene el mejor clima para hacer negocios en el mundo, según la revista de negocios Forbes, 2009.[45][46][47]

Democracia, igualdad y libertad de expresión
Las leyes danesas garantizan valores como la igualdad social, la libertad de expresión y los derechos humanos independientemente del género, color de la piel, cultura y filosofía de vida.
En 2009, Dinamarca encabezó la lista en la clasificación mundial de la libertad de prensa elaborada por la organización Reporteros sin Fronteras.
Igualdad de género
Dinamarca es uno de los países del mundo con mayor igualdad entre hombres y mujeres, tanto en el aspecto legal como en la vida diaria. La igualdad entre géneros se ha consolidado durante los últimos cuarenta o cincuenta años. Las mujeres danesas viven y trabajan en prácticamente las mismas condiciones que los hombres y en la mayoría de las familias, mujeres y hombres trabajan fuera de casa y comparten las labores domésticas. Sin embargo, el 60 % de los daneses trabajan en labores que tradicionalmente son solo masculinas o femeninas.

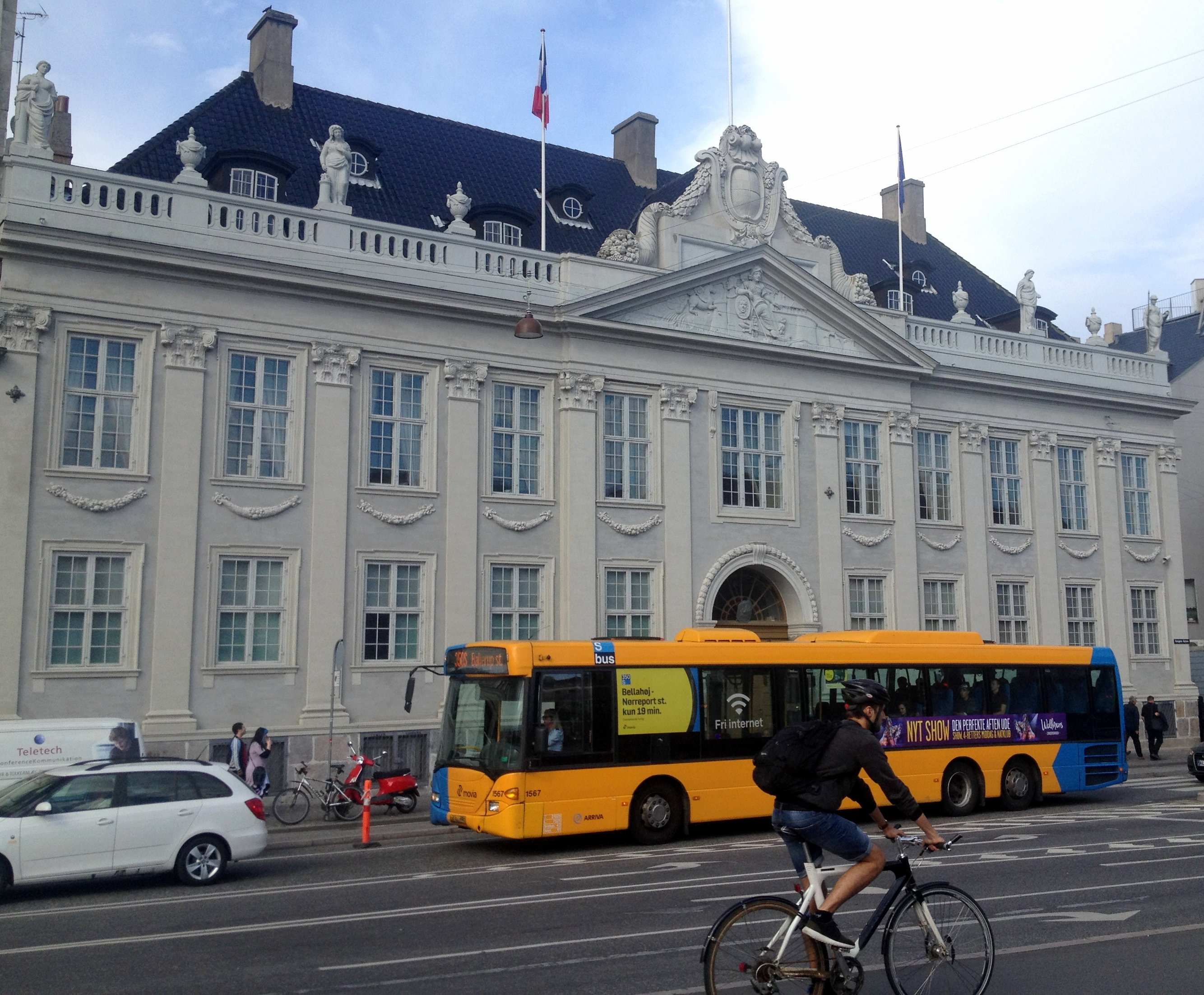
Embajada de Francia en Dinamarca.

En cuanto al servicio militar no hay igualdad entre hombres y mujeres, ya que es obligatorio solamente para los hombres (para un pequeño porcentaje, por sorteo), y voluntario para las mujeres.
Desde 1973, todas las mujeres en Dinamarca tienen derecho al aborto libre (y sin ninguna explicación, excusa o justificación) si se da en las doce primeras semanas.

### Política exterior
Dinamarca ejerce una influencia considerable en el norte de Europa y es una nación considerada un poder intermedio en los asuntos internacionales. En los últimos años, Groenlandia y las Islas Feroe han tenido garantizada su participación en asuntos de política exterior como la pesca, la caza de ballenas y cuestiones geopolíticas. La política exterior de Dinamarca está muy influida por su pertenencia a la Unión Europea (UE); Dinamarca, incluida Groenlandia, se adhirió a la Comunidad Económica Europea (CEE), predecesora de la UE, en 1973. Dinamarca ocupó la Presidencia del Consejo de la Unión Europea en siete ocasiones, la última de enero a junio de 2012. Tras la Segunda Guerra Mundial, Dinamarca puso fin a su política de neutralidad de doscientos años. Es miembro fundador de la Organización del Tratado del Atlántico Norte (OTAN) desde 1949, y su pertenencia a ella sigue gozando de gran popularidad.
Como miembro del Comité de Ayuda al Desarrollo (CAD), Dinamarca figura desde hace tiempo entre los países del mundo que más porcentaje de su renta nacional bruta aportan a la ayuda al desarrollo. En 2015, Dinamarca contribuyó con el 0.85 % de su renta nacional bruta (RNB) a la ayuda exterior y fue uno de los seis únicos países que cumplieron el antiguo objetivo de la ONU del 0.7 % de la RNB. El país participa tanto en la ayuda bilateral como en la multilateral, y la ayuda suele ser administrada por el Ministerio de Asuntos Exteriores. A menudo se utiliza el nombre organizativo de Agencia Danesa de Desarrollo Internacional (DANIDA), sobre todo cuando se trata de ayuda bilateral.

## Organización territorial
Desde el 1 de enero de 2007, Dinamarca está dividida en cinco regiones (regioner) y noventa y ocho municipios (kommuner). Las cinco regiones existentes son:
- Región Capital (Hovedstaden) veintinueve municipios.
- Jutlandia Septentrional (Nordjylland) once municipios.
- Jutlandia Central (Midtjylland) diecinueve municipios.
- Región de Selandia (Region Sjælland) diecisiete municipios.
- Dinamarca Meridional (Syddanmark) veintidós municipios.

## Geografía

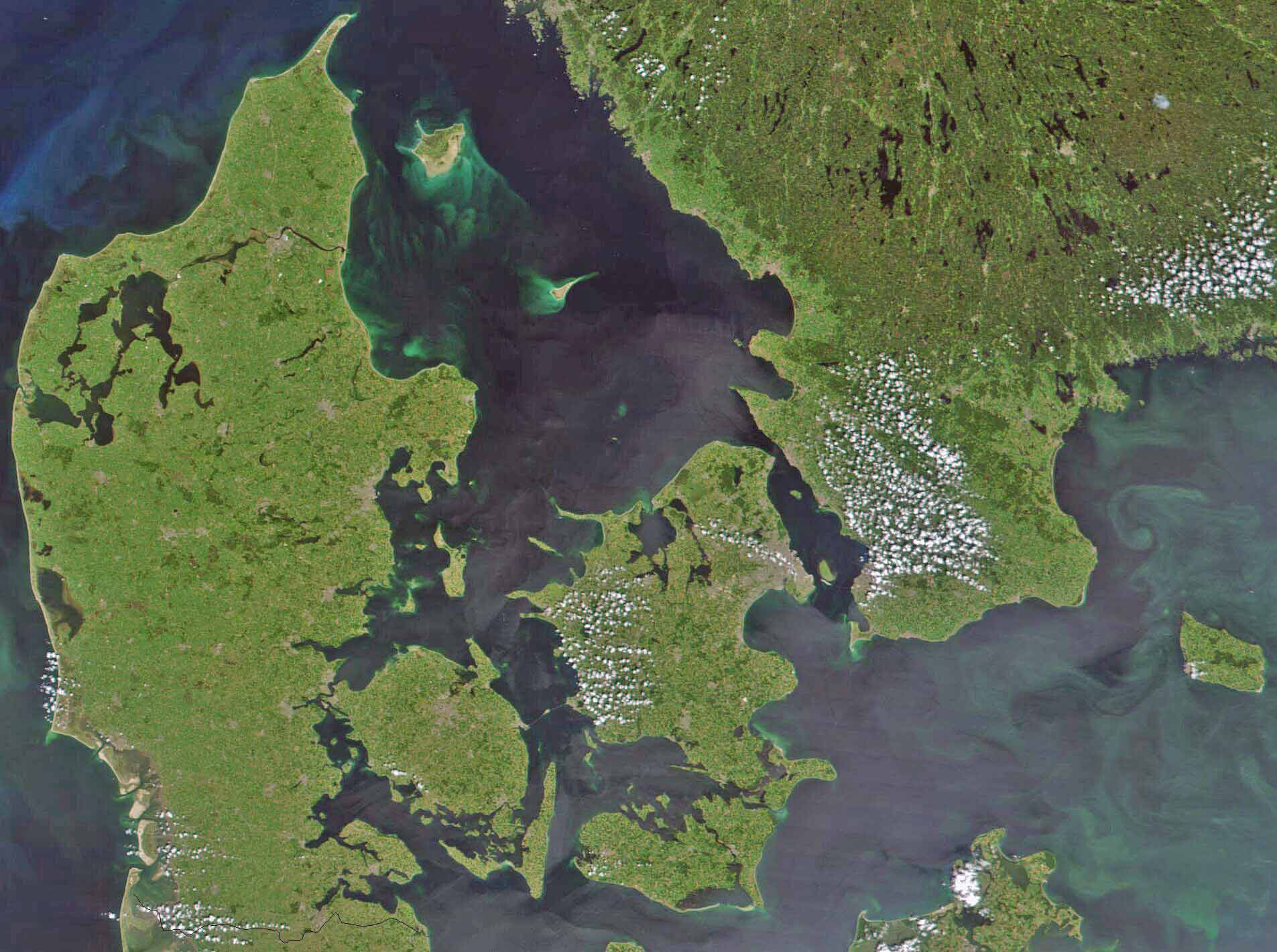
Imagen de satélite de Dinamarca.

Clima de Dinamarca

La península de Jutlandia se extiende unos 300 km desde la frontera alemana con Schleswig-Holstein hacia el norte. Su costa oeste está protegida de las tempestades en el mar del norte por dunas y bancos de arena.[cita requerida] Las 443 islas se encuentran en el mar Báltico que forma también la frontera este de Jutlandia. Solo 79 de estas islas están habitadas. La altitud media de Dinamarca es de tan solo 31 m sobre el nivel del mar.[cita requerida]
El paisaje danés fue formado en gran parte por los glaciares que cubrían por completo esta zona. En las idas y venidas de las masas de hielo se acumularon colinas de material arenoso. Hoy en día un cinturón de estas colinas separa el este del oeste de Jutlandia.
Al este de Jutlandia, separada por el estrecho del Pequeño Belt, se encuentra la isla Fionia y en su lado sureste sigue la isla de Langeland («tierra larga»), algo más pequeña.
Más allá del Gran Belt, Storebælt en danés, se halla la isla de Selandia con la capital Copenhague. Al este, al sureste de Suecia en medio del Báltico, se encuentra la isla granítica de Bornholm entre Polonia al sur y Suecia al noroeste. Groenlandia y las islas Feroe son regiones autónomas de Dinamarca. Las últimas fueron posesión noruega desde 1035 hasta 1814.
Dinamarca se compone de una serie de estriberones colocados a través de la entrada del Báltico hacia Suecia y Noruega. Esa posición dominante, explotada al extremo, ha sido clave de su riqueza y poderío pues desde tiempos ancestrales permitía que se efectuaran rápidas incursiones al otro lado, en Escandinavia, y le daba la posibilidad de sobreponerse al comercio del Báltico. Gracias a esa situación, Copenhague y los demás puertos de la isla de Sjaelland, que como Helsingor, hacían pagar tributo a los navíos que pasaban, se convirtieron en villas muy prosperas y poderosas.
El clima de Dinamarca es suave y agradable durante todo el año, con fuertes vientos durante el otoño e invierno. Dinamarca tiene marcadas las cuatro estaciones del año, así como el resto de Europa. Los veranos son calurosos y frescos y los inviernos fríos y ventosos, la temperatura puede llegar hasta –8 °C, no es frecuente la presencia de nieve, pero los inviernos de 2009 y 2010 han sido extremos, con abundante presencia de nieve. Hay suficientes precipitaciones durante todo el año. El clima de Jutlandia está marcado por la situación norteña y la corriente del golfo. A menudo soplan vientos del oeste de moderados a fuertes en las costas jutlandesas.

### Flora y fauna[citarequerida]
La vegetación autóctona está formada por bosques de árboles con hoja caduca. En las deforestaciones estos están desplazados cada vez más por coníferas y abetos. La mayor parte de los bosques se utilizan como protección contra los vientos y para evitar la pérdida de tierra y arena por el lado del mar del norte.
Aparte de corzos y venados no se han conservado animales mayores en los bosques de Dinamarca. Sin embargo hay una fauna importante y variada de aves. La contaminación ambiental es la principal amenaza para la fauna danesa en las zonas acuáticas cerca de las costas y en los lagos y ríos del interior.

### Recursos naturales[citarequerida]
Como recursos naturales se encuentran en Dinamarca petróleo, gas natural, pescado, sal y roca caliza.
En Dinamarca hay cuatro sitios declarados patrimonio de la humanidad. Las colinas de tumbas paleolíticas, las ruinas y la iglesia de Jelling, la catedral de Roskilde y el castillo de Kronborg en Helsingør.

### Ecología
El territorio de Dinamarca está dominado por el bioma de bosque templado de frondosas. WWF distingue en Dinamarca dos ecorregiones diferentes:[cita requerida]
- Bosque mixto atlántico, en la mitad occidental de la península de Jutlandia
- Bosque mixto báltico, en el norte y la mitad oriental de la península de Jutlandia y en las islas del Báltico.

Además, las islas Feroe constituyen la ecorregión denominada pradera boreal de las islas Feroe.

## Economía

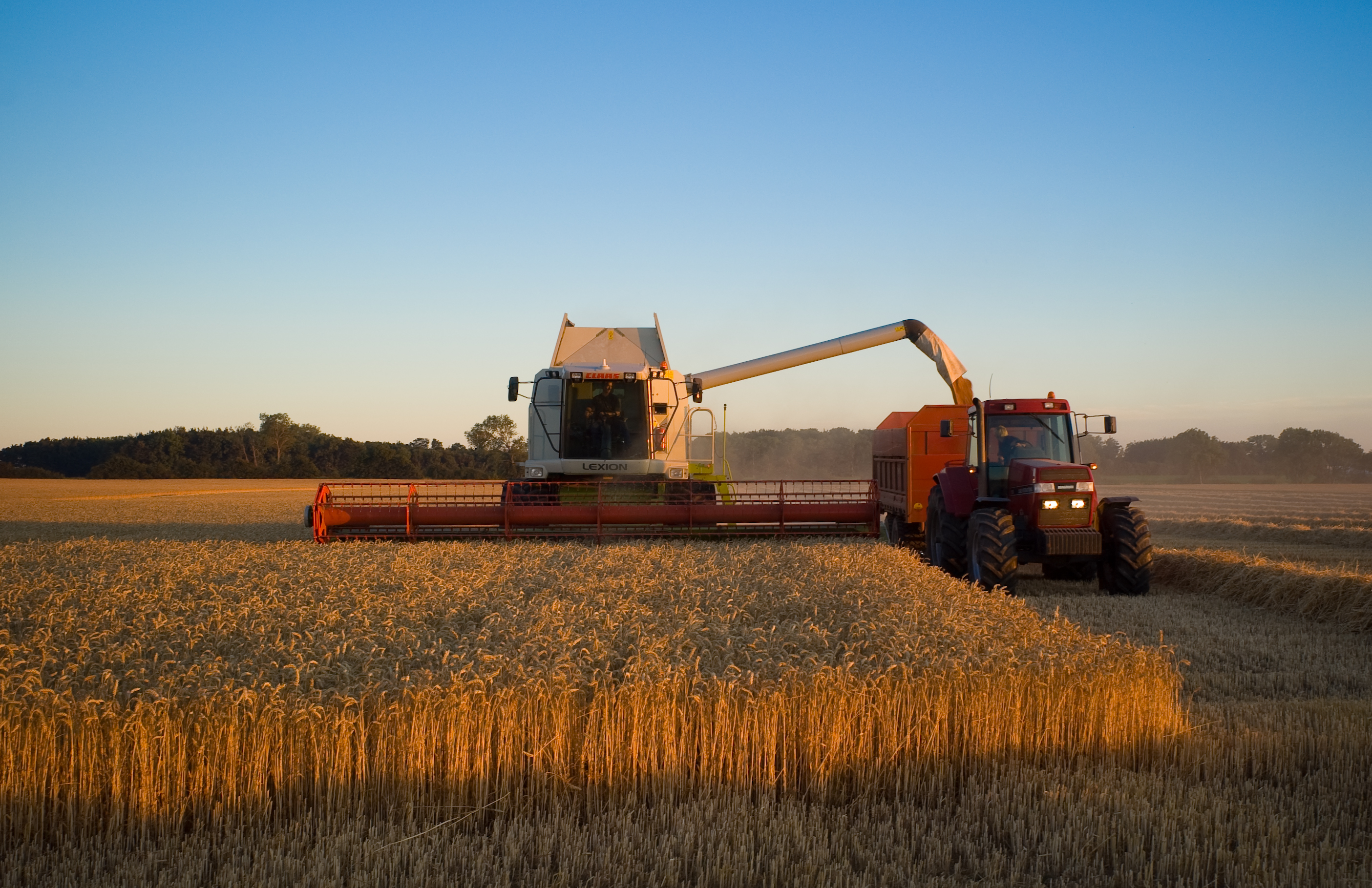
La agricultura es hoy una actividad económica importante en Dinamarca.

Dinamarca posee una economía de mercado y unos estándares de vida por encima del promedio europeo, una balanza de pagos positiva, principalmente debido a la exportación de productos alimenticios y energía, y una moneda estable.[cita requerida] Aunque el país cumplía los criterios económicos de convergencia de la Unión Europea necesarios para entrar en la unión económica y monetaria, los ciudadanos decidieron no adoptar el euro como moneda en un referéndum realizado en septiembre de 2000.
Dinamarca es el séptimo país más rico del mundo: tiene un PIB nominal per cápita de 60 718 USD, el decimoctavo en PIB PPP per cápita, con 45 536 USD, y la duodécima economía más competitiva del mundo según el informe de 2016 del Foro Económico Mundial.

Evolución del PIB per cápita en el norte de Europa desde 1950 (De arriba abajo: Noruega, Dinamarca, Suecia, Islandia y Finlandia).

Su fuerza laboral es de 2.82 millones de personas y su tasa de desempleo fue del 4.2 % en abril de 2016. Su mercado laboral proporciona una alta seguridad, satisfacción y movilidad en el empleo, y está altamente desregulado. La política llamada «flexiguridad» permite que sea muy fácil contratar, despedir y encontrar un trabajo. No existe límite en la duración ni concatenación de los contratos temporales, salario mínimo fijado por ley, limitaciones en las jornadas de trabajo ni en las horas extraordinarias —pero sí una jornada semanal máxima de seis días—, periodo de notificación antes del despido, leyes contra la discriminación de género en la contratación ni compensaciones fijas por trabajar fuera de la jornada estipulada. Además, el seguro de desempleo es voluntario e independiente del Ministerio de Trabajo, aunque las organizaciones que lo gestionan reciben el 90 % de sus ingresos del Estado. El 77 % de los trabajadores está adscrito a un seguro de desempleo y más del 70 % pertenece a algún sindicato. Los convenios laborales que fijan los horarios de trabajo y los salarios se negocian entre la patronal y los sindicatos, con una mínima implicación del Gobierno. Por el contrario, sí están fijadas la baja mínima por maternidad (126 días), las vacaciones pagadas anuales (25 días) y el periodo de prueba máximo (3 meses).
Dinamarca es, junto con Suecia o Islandia, uno de los países que está llevando a cabo planes para eliminar el dinero en efectivo, que ya ha sido prohibido en tiendas de ropa, gasolineras y restaurantes. Un 75 % de los pagos ya se realizaban previamente mediante tarjeta.
Groenlandia abandonó la Comunidad Europea en 1985, a pesar de que en algunos ámbitos como el comercio se aplica la normativa europea y de que forma parte del espacio de Schengen. Tradicionalmente, la economía de las islas Feroe está basada en la cría de corderos y, sobre todo, en la pesca.

### Energía

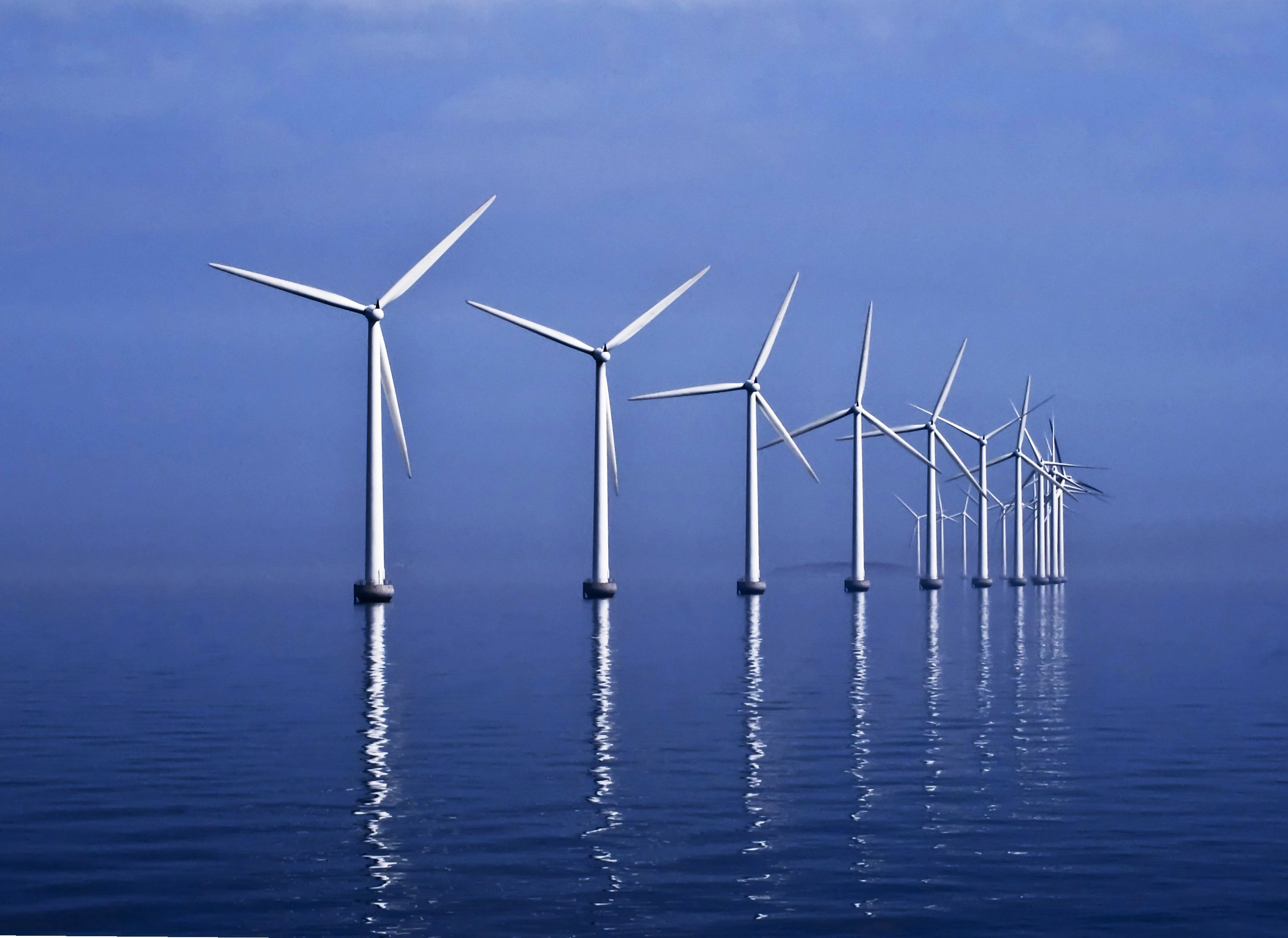
Turbinas eólicas en el estrecho de Øresund.

Dinamarca es el país de la Unión Europea con mayor porcentaje de producción de electricidad mediante energía eólica, con un 40.6 % en 2014 frente al 7.9 % de media en el resto de países, y el quinto en producción mediante energías renovables, con un 55.9 %, por detrás de Austria, Croacia, Portugal y Suecia.
Es también el país de la Unión Europea con la electricidad más cara para los hogares, con un precio de 0.304 €/kWh en 2014, frente a los 0.208 €/kWh de media en el resto de países. Un 66 % del precio son impuestos y tasas, parcialmente destinados a promover las energías renovables.
En mayo de 2016, el ministro de medio ambiente danés, Lars Christian Lilleholt, afirmó que el sector privado y los hogares estaban pagando demasiado y que la política de renovables del país había resultado ser demasiado cara.
Vestas, una de las mayores empresas del mundo en fabricación de turbinas eólicas, tiene su sede en Dinamarca.

### Mercado laboral
Al igual que otros países nórdicos, Dinamarca ha adoptado el modelo nórdico, que combina el capitalismo de libre mercado con un estado del bienestar integral y una fuerte protección de los trabajadores. Como resultado de su aclamado modelo de «flexiguridad», Dinamarca tiene el mercado laboral más libre de Europa, según el Banco Mundial. Los empresarios pueden contratar y despedir cuando quieran (flexibilidad) y, entre un empleo y otro, la indemnización por desempleo es relativamente alta (seguridad). Según la OCDE, las tasas de sustitución netas, tanto iniciales como a largo plazo, de los desempleados fueron del 65 % de los ingresos netos anteriores en 2016, frente a una media de la OCDE del 53 %. Establecer una empresa puede hacerse en cuestión de horas y con costes muy bajos. No hay restricciones en cuanto al trabajo en horas extraordinarias, lo que permite a las empresas operar 24 horas al día, 365 días al año. Con una tasa de empleo en 2017 del 74.2 % para las personas de entre 15 y 64 años, Dinamarca ocupa el noveno lugar entre los países de la OCDE, y se sitúa por encima de la media de la OCDE del 67.8 %. La tasa de desempleo fue del 5.7 % en 2017, lo que se considera cercano o inferior a su nivel estructural.
La cuantía de las prestaciones por desempleo depende del empleo anterior y, normalmente, de la afiliación a un fondo de desempleo, que suele estar estrechamente vinculado a un sindicato, y del pago previo de las cotizaciones. Alrededor del 65% de la financiación procede de las cotizaciones de los afiliados, mientras que el tercio restante procede de la Administración central y, por tanto, en última instancia, de los impuestos generales.

## Demografía
Para el año 2024, la población de Dinamarca era de 5 969 774 habitantes, contando con una densidad de población de 139 habitantes por kilómetros cuadrados. La población femenina es ligeramente superior a la masculina, representando un 50,29% y un 49,71%, respectivamente. El 15,97% de la población tiene menos de 15 años, el 63,58% entre 16 y 64, mientras que el 20,45% tiene más de 65 años, porcentaje cada vez mayor. La esperanza de vida es de 81,3 años.

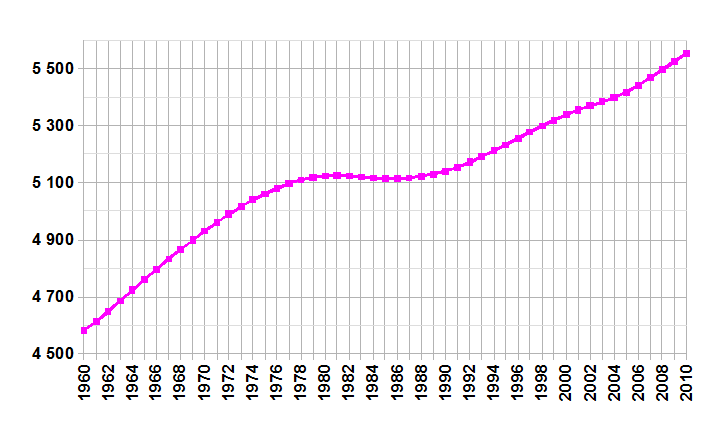
Evolución de la población entre 1961 y 2010.

La mayoría de la población de Escandinavia desciende de la población germano-gótica que habitó Escandinavia desde tiempos prehistóricos. Además los esquimales o inuit en Groenlandia y hay que contar también con la inmigración. De acuerdo con las estadísticas oficiales, en 2022 el 84,8% de la población es danesa, mientras que los inmigrantes suponen un 11.7 % del total de la población, y la población descendiente de inmigrantes es del 3,5%. 
El danés se habla en todo el país aunque un pequeño grupo cercano a la frontera alemana habla también el alemán.
De acuerdo con las estadísticas oficiales del año 2023, un 71,7 % de los daneses son miembros de la iglesia del Estado, la Iglesia del Pueblo Danés (Den Danske Folkekirke), conocida también como Iglesia de Dinamarca, una forma de luteranismo; el resto son bautistas, metodistas, pentecostales, anglicanos, luteranos libres y católicos (unos 45 000 practicantes). Alrededor del 5 % de la población es musulmana. La población judía es de aproximadamente 6000 personas.
La composición étnica actual es la siguiente:
- Europeos: 95.4 % (daneses 91.0 %; otros europeos 4.4 %).
- Asiáticos: 2.8 % (mayoría de iraquíes).
- Africanos: 0.4 % (mayoría de somalíes).
- Americanos: 0.2 % (mayoría de estadounidenses).
- Otros: 0.8 %.

### Educación

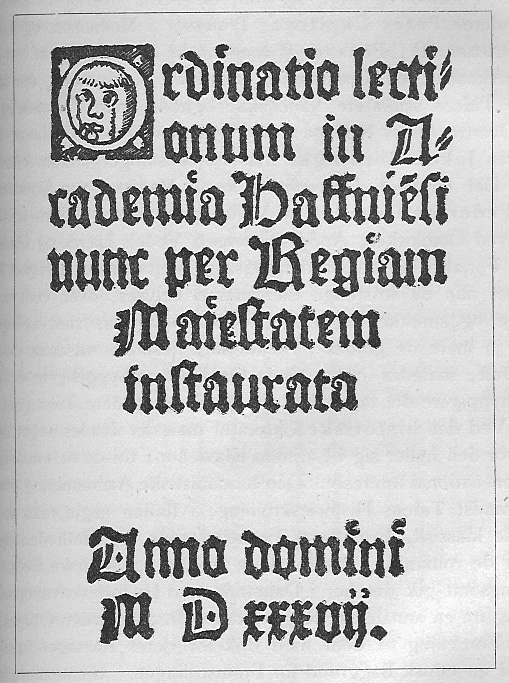
El plan de estudios danés más antiguo que se conserva es el de la Universidad de Copenhague.

La educación en Dinamarca es gratuita para todos los ciudadanos y es de muy alta calidad. El sistema educativo danés se caracteriza por una serie de principios: hay nueve años de enseñanza obligatoria, pero no existe la escolarización obligatoria; la enseñanza se considera un instrumento de formación que promueve la democracia y la igualdad, de manera que la escuela pública es una escuela unitaria en la que no se separa a los alumnos en función de, por ejemplo, sus aptitudes o su procedencia social. Las clases no solamente se centran en los conocimientos académicos, sino que procuran que los alumnos desarrollen una capacidad de diálogo y colaboración.[cita requerida] Desde preescolar se les enseña a trabajar en grupos y a solucionar problemas de forma pacífica y dialogada.
Los principales objetivos de la educación danesa son proporcionar una formación oficial, es decir, que dé acceso a determinado tipo de ocupaciones o estudios superiores, al mayor número de personas posible y lograr una mayor coherencia entre el sistema de educación para adultos y el sistema de perfeccionamiento profesional.
Para controlar que se cumplan estos objetivos existe el Instituto Nacional de Evaluación, un organismo autónomo dependiente del Ministerio de Educación cuya misión es realizar el seguimiento y evaluación de todas las áreas educativas con excepción de las denominadas escuelas libres de primaria.[cita requerida]
La escuela pública es competencia de los municipios. El Ministerio de Educación fija los objetivos, las áreas de conocimiento y de competencias, y los niveles de exigencia de los exámenes finales, publica planes de estudios orientativos, etc. Los plenos municipales son responsables de la economía y la inspección de las escuelas del municipio. La influencia de los padres en la escuela pública se manifiesta de manera formal a través del consejo escolar, compuesto por entre cinco y siete representantes de los padres, dos de los empleados y dos de los alumnos. El consejo escolar, cuyo período de vigencia es de cuatro años, se encarga de velar por la buena marcha de la escuela, establecer los principios para su funcionamiento y aprobar los presupuestos y el reglamento.
La enseñanza secundaria es responsabilidad de las provincias, supervisadas por el Ministerio en los contenidos educativos y la realización del examen de reválida.[cita requerida]
En cuanto a los estudios superiores, cada centro determina el plan de estudios de cada carrera dentro de los marcos establecidos por el Ministerio de Educación o por el Ministerio de Ciencia, Tecnología e Innovación, responsable de los estudios superiores de larga duración.
Casi todos los alumnos se integran al sistema educativo después de un año de educación preescolar de carácter voluntario para niños de entre cinco y seis años de edad antes de incorporarse al primer curso de la escuela primaria.
Algunos de los principios fundamentales de la enseñanza en la escuela pública son:
- la diferenciación educativa, que implica tomar las aptitudes de cada alumno como punto de partida para el planteamiento de la enseñanza,
- la evaluación interna continua y eficaz
- la participación del alumnado (esta participación se pone en práctica a través de los consejos de alumnos que, en escuelas con cursos superiores al cuarto nivel, tienen carácter obligatorio.)

Los escolares pueden pasar su tiempo libre antes y después del horario de clase en centros de recreo escolar municipales.

#### Universidad
La edad promedio de ingreso a la universidad en Dinamarca es de 21-22 años. Las universidades comúnmente no tienen residencias, pero la mayoría de sus estudiantes viven ya fuera del hogar familiar.[cita requerida] El sistema social del país apoya a los jóvenes universitarios con 5 753 coronas danesas mensuales (2013). La educación es gratuita, por lo que muchos daneses tienen acceso a una educación superior.
Las 130 instituciones de educación superior danesas ofrecen cursos y programas de estudios de diferente duración y niveles. Existen cinco universidades que ofrecen los estudios universitarios tradicionales.[¿quién?] Por otra parte otras diez universidades especializadas en materias como ingeniería, veterinaria, farmacia, arte, arquitectura y estudios comerciales, además de dos academias de música, conceden titulaciones basadas en la investigación, tanto a nivel elemental como superior.
Existen otras 100 escuelas superiores que ofrecen formación de ciclo más corto y medio en disciplinas como formación de maestros, labor social, fisioterapia, enfermería, ingeniería, diseño, música, etc.[¿quién?] La mayoría de ellos son instituciones financiadas y controladas por el Estado, solo algunas de ellas son de carácter privado.[cita requerida]
Los títulos que se pueden obtener son: un Bachelor o grado de tres años de duración, al que sigue normalmente un periodo de otros dos años de especialización para obtener el Candidatus (máster), que requiere la realización de una tesis. Tres años más de estudios de posgrado, tras la obtención del título de Candidatus, conducen a un doctorado (Ph.D).[cita requerida]

### Religión
| Religión en Dinamarca (2016) | Religión en Dinamarca (2016) | Religión en Dinamarca (2016) | Religión en Dinamarca (2016) | Religión en Dinamarca (2016) |
| ---------------------------- | ---------------------------- | ---------------------------- | ---------------------------- | ---------------------------- |
| Religión                     | Religión                     |                              | Porcentaje                   | Porcentaje                   |
| Cristianismo                 | Cristianismo                 |                              | 92.4 %                       | 92.4 %                       |
| Otros                        | Otros                        |                              | 4.6 %                        | 4.6 %                        |
| Ateísmo                      | Ateísmo                      |                              | 3 %                          | 3 %                          |
| Fuente:                      |                              |                              |                              |                              |

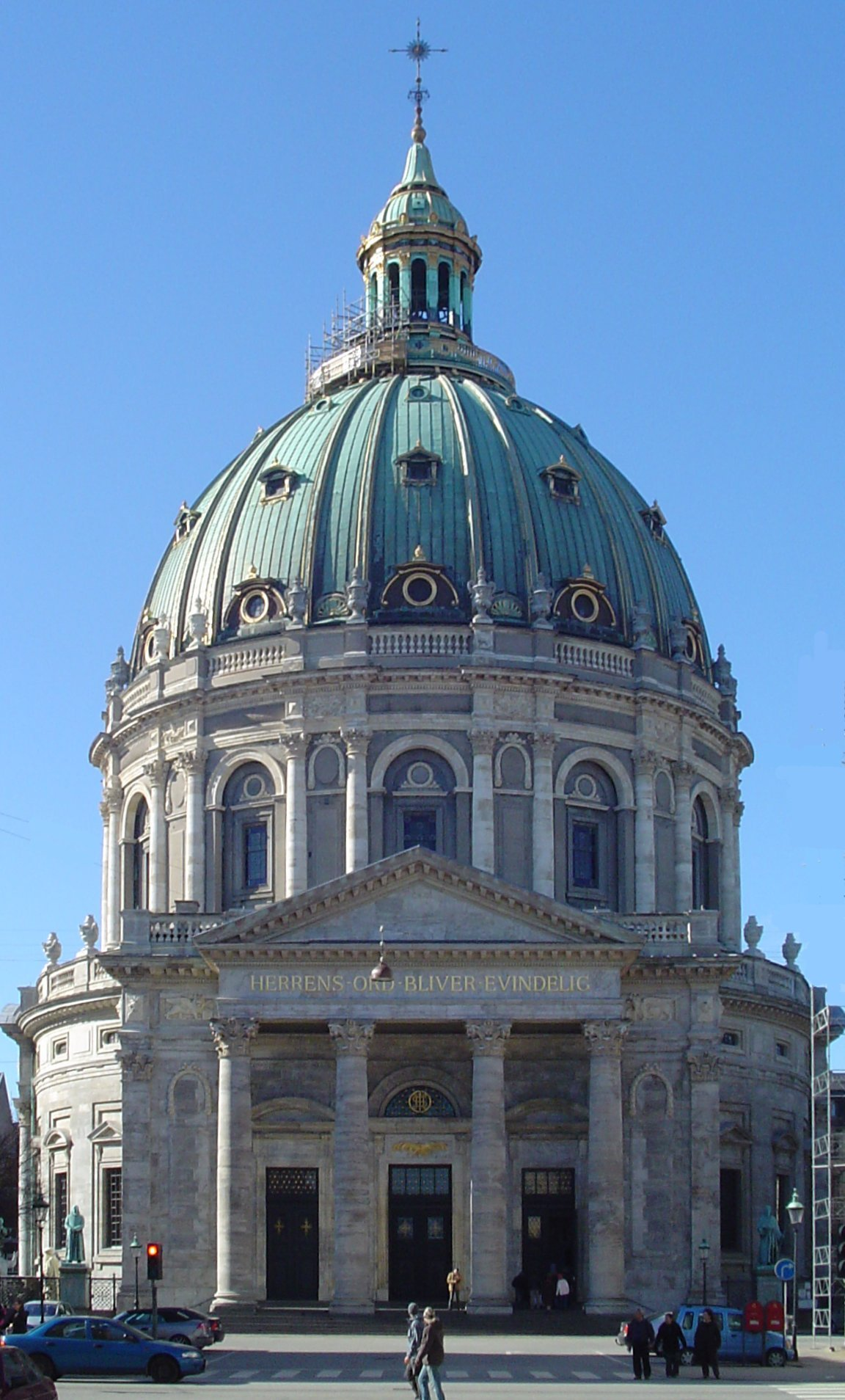
La iglesia de Mármol de Copenhague.

Dinamarca es un Estado confesional, su religión oficial es el cristianismo de tipo protestante-luterano. El monarca (actualmente el rey Federico X) es la máxima autoridad de la iglesia estatal cuyo nombre oficial es Iglesia del Pueblo Danés (Den Danske Folkekirke). De acuerdo con las estadísticas oficiales de enero de 2023, un 72.1 % de los daneses son miembros de la iglesia del Estado danés. Muchos vuelven a esta iglesia para ocasiones como bautizos, confirmaciones, bodas, entierros, Navidad y Pascua.
La mayoría de los daneses tiene en gran estima a la Iglesia y considera la Iglesia del Pueblo Danés como importante parte de su patrimonio cultural, ya que asocian la iglesia con la cultura, las tradiciones y las costumbres danesas.[cita requerida] De hecho, muchos de los daneses no creyentes afirman que es importante la presencia de la Iglesia ya que sus valores son muy importantes para la sociedad, la cultura y para cada persona.[cita requerida] La gran mayoría de los daneses están bautizados y confirmados. Esta última festividad es muy importante para la sociedad danesa, y es comparable a la Primera Comunión en los países católicos.[cita requerida] La confirmación se celebra a los 14-15 años y es una gran festividad social.
La iglesia en Dinamarca en general es muy liberal y abierta aunque dentro de la organización existen pastores y grupos más conservadores. La tolerancia y el amor al prójimo son los valores principales claves. Con los años la iglesia se ha ido desarrollando para encajar con la realidad social y cultural.[cita requerida] En Dinamarca la religión es un tema personal que no se manifiesta mucho en público en la vida cotidiana, por ejemplo es considerado tabú mezclar la religión con la política.[cita requerida]
Tras un gran aumento de población musulmana en el país en los últimos años, el islam se ha convertido en la segunda religión con más fieles, entre un 3.8 y un 4 %. Otra religión reconocida legalmente es el Asatrú.[cita requerida]
También existe una comunidad judía en el país. Las primeras familias judías que llegaron a Dinamarca fueron judíos portugueses, y más tarde judíos alemanes, donde vivieron como una minoría tolerada con derechos limitados hasta 1814, cuando un decreto real otorgó a los judíos casi los mismos derechos que a los ciudadanos cristianos. Entre las excepciones estaba, por ejemplo, que no podían ser designados para cargos políticos. Los judíos daneses solo obtuvieron plenos derechos con la introducción de la libertad de religión en la Constitución en 1849. Actualmente viven aproximadamente siete mil judíos en Dinamarca, la mayoría en Copenhague.

### Sociedad

#### Relaciones sociales

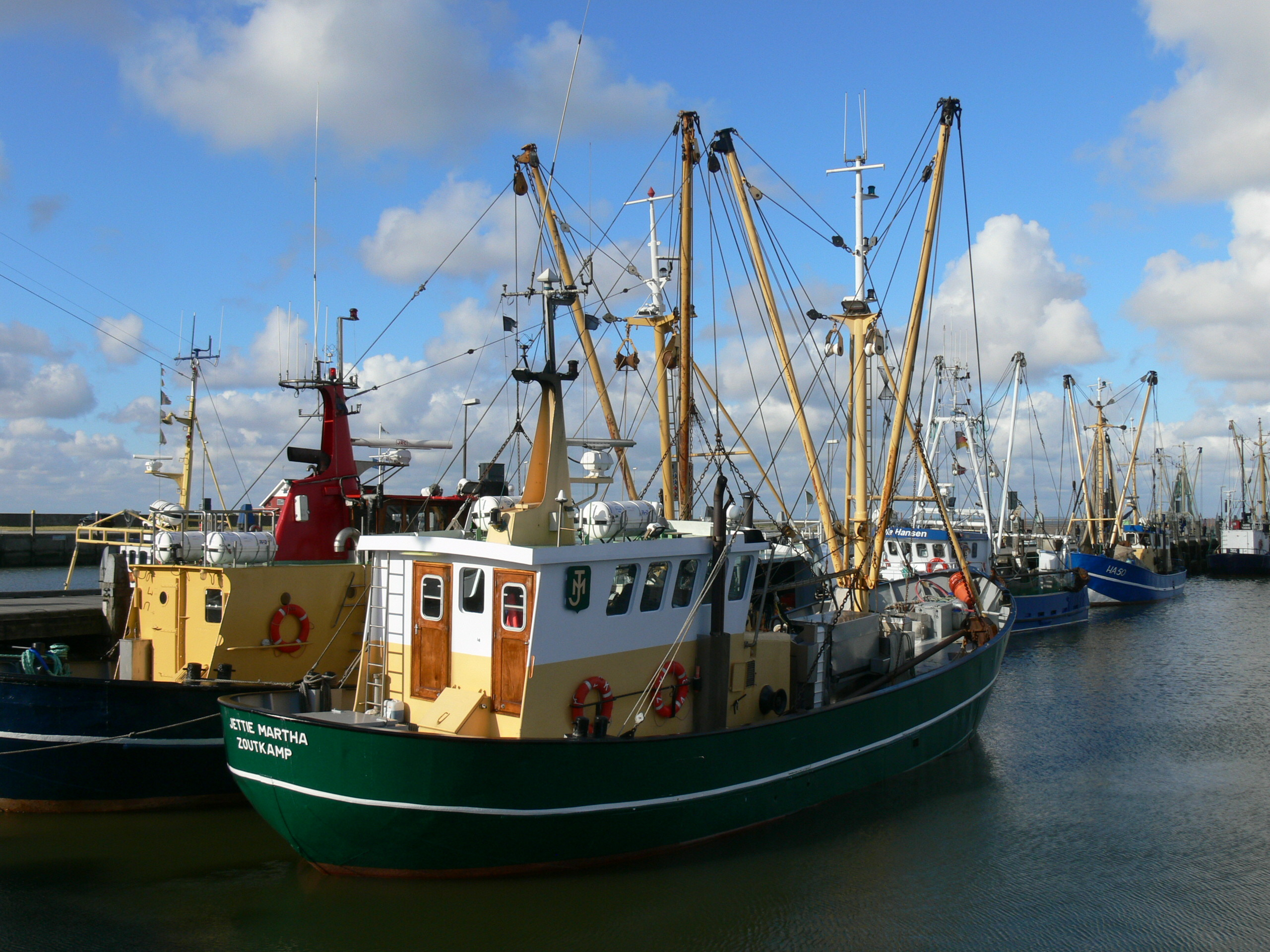
Barcos de pesca, puerto de Rømø.

El trato social en Dinamarca suele ser muy informal y relajado. Es normal tutear a los interlocutores, excepto cuando uno se dirige a ancianos o a miembros de la familia real, en cuyo caso se emplea el «usted». La confianza y la sinceridad tienen mucha importancia para los daneses, que expresan sus opiniones directamente y sin rodeos, y que difícilmente se ofenden. Las discusiones abiertas y sin tabúes constituyen un elemento esencial en la educación de los daneses, tanto en casa como en las escuelas. Así mismo, el escepticismo es considerado un valor positivo. Es común conversar sobre cualquier tema imaginable, y no ocultan sus opiniones críticas. En debates y discusiones en Dinamarca la corrección política es poco evidente y poco respetada, incluso cuando se compara con países vecinos que tienen otra cultura de debate con una forma más rígida y políticamente correcta de expresarse. La excesiva cortesía no es un valor demasiado danés. El humor danés es irónico, sarcástico e informal y se utiliza con frecuencia en cualquier tipo de conversación como una forma de mostrar confianza. No es una puerta abierta para ofender o faltar el respeto. Sin embargo, para algunas culturas puede ser difícil interpretar el humor y sarcasmo danés. En general, es gente muy educada y amable consciente de su conducta social. Se le da mucha importancia a la puntualidad. Es esencial para los daneses el cumplimiento de los acuerdos, incluso cuando estos puedan parecer menos importantes.
La igualdad es considerada importante en Dinamarca, por lo que es importante mostrar modestia y ser humilde ante los demás. Los daneses llaman a esta característica Janteloven o Ley de Jante que es una ley ficticia creada por el autor danés/noruego Aksel Sandemose y que se ha convertido en un autoconcepto irónico de los daneses. Janteloven desaprueba que una persona se considere mejor o más inteligente que las demás. El Índice del Poder de la Distancia Geert Hofstede, que mide cuán diferente la gente trata a otros por su estatus social, reveló que los daneses se caracterizan por su tratamiento igualitario hacia el prójimo. Es muy frecuente dirigirse a las personas por su nombre de pila, en prácticamente cualquier circunstancia. Esto está por encima del título o cargo que tal persona pueda tener.
La privacidad es un valor altamente respetado en el país. Es considerado muy personal cuánto gana un danés, raramente comparte esa información con otras personas. Tampoco es habitual preguntar sobre intimidades o el estado de salud a menos que exista una gran confianza. Otra cualidad característica de los daneses es la hospitalidad.[cita requerida]

#### Familia

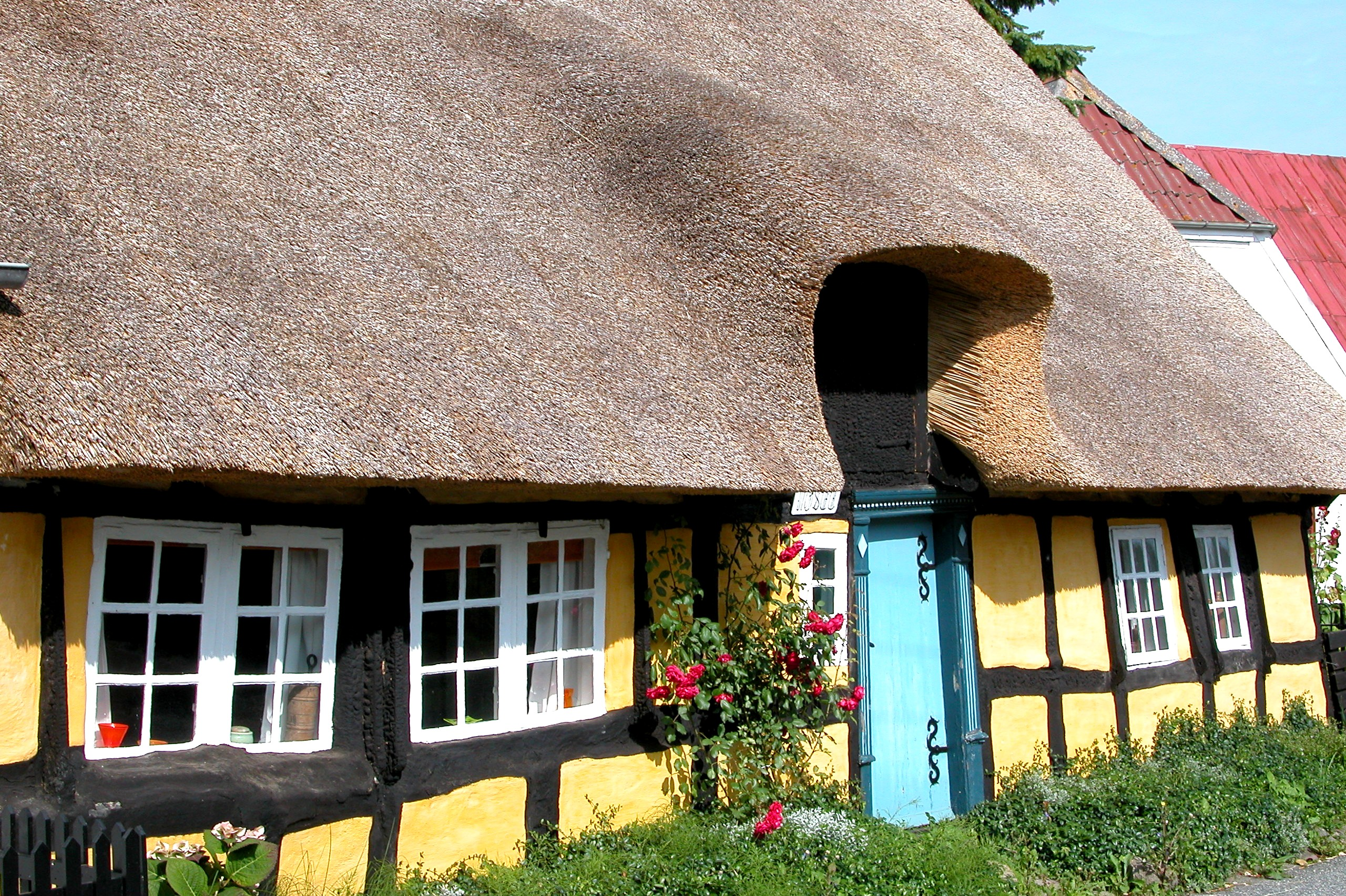
Casa típica en la isla de Ærø.

El hogar y la familia tienen una tremenda importancia para los daneses. La mayoría de las horas libres se pasa en casa con la familia y con amigos. La cena es la comida principal del día y se consume en casa con la familia. Se invierte mucho en casas espaciosas y de calidad con jardines grandes y bonitos. Es considerado de buena educación quitarse los zapatos antes de entrar a una casa.
El concepto danés «hygge» es importante para la cultura danesa y describe algo esencialmente danés. La palabra no tiene traducción directa, pero es algo entre intimidad, acogedor y convivencia y refleja el espíritu de comunidad y seguridad que se disfruta cuando los daneses pasan tiempo con sus seres queridos. Es el sentimiento de bienestar que se obtiene cuando se convierte algo cotidiano en extraordinario. Los daneses buscan siempre la calidez en sus hogares, describen la palabra «hygge» como «la sensación de bienestar más intensa, el sentirse en paz con su entorno más cercano y sentir el calor y el placer de disfrutar de un lugar con encanto».

#### Juventud
La mayoría de edad se alcanza a los dieciocho años. De media, los jóvenes daneses se emancipan antes que en otros países de Europa típicamente por motivos de estudios. La cultura de la independencia temprana es parte de la educación que reciben los niños. Asimismo, en el sistema de bienestar hay tradición de ayudas sociales destinadas a favorecer la independencia de los jóvenes. A todos los estudiantes, el Estado danés ofrece ayudas económicas para asegurarles independencia económica de los padres, al mismo tiempo de permitir más horas libres para dedicar al estudio. Las 5486 coronas danesas (735 euros) al mes en subsidio del Estado para la educación, es suficiente para cubrir los gastos más básicos como estudiante en Dinamarca. Sin embargo, la mayoría de los jóvenes tienen un trabajo aparte de los estudios para cubrir otros gastos y ganar importante experiencia laboral.
Es habitual que una pareja conviva varios años antes de casarse. Según la cultura danesa esto no es visto como algo incorrecto. Tampoco es mal visto por la sociedad danesa tener hijos con su pareja sin estar casado. Muchos daneses se casan y tienen su primer hijo después de los treinta años, ya que ponen mucho énfasis en terminar su carrera primero y tener los recursos adecuados.

#### Homosexualidad
La homosexualidad en Dinamarca es un hecho aceptado y normalizado. Los daneses están educados para respetar las distintas orientaciones sexuales por lo que cualquier signo de discriminación no está bien visto. Dinamarca posee una legislación a favor de la no discriminación de las personas homosexuales. Además ha sido pionera y referente en la aplicación de estas políticas antidiscriminatorias dando por finiquitado la discriminación de este colectivo. Todos los partidos daneses defienden la igualdad de la comunidad LGBTQ+.[cita requerida]
Dinamarca fue, en 1989, el primer país del mundo en legislar una ley de uniones civiles; esta ley fue aprobada por todos los partidos de la cámara danesa.[cita requerida] En marzo de 2009 el Parlamento de Dinamarca aprobó la adopción de niños por parejas del mismo sexo. El 7 de junio de 2012 el Parlamento de Dinamarca aprobó el matrimonio para parejas del mismo sexo, este entró en vigencia el 15 de junio.[cita requerida]
Un estudio realizado en 2019 por el Eurobarómetro reveló que el apoyo de la población al matrimonio entre personas del mismo sexo dentro de la Unión Europea se situaba en el 89 %, apoyo que solo se superaba en los Países Bajos y Suecia con un 92 %, ambos. El mismo estudio arroja un apoyo similar (89 %) a la igualdad de derechos entre personas homosexuales y bisexuales, y personas heterosexuales. En este caso queda cuarto, después de Suecia (98 %), Países Bajos (97 %), España (90 %) y Reino Unido (89 %), y un punto por encima de Alemania (88 %).

#### Bicicleta
Además del ciclismo deportivo, un 55 % de la población de Copenhague va a trabajar o a estudiar en bicicleta todos los días. Las calles de las principales ciudades de Dinamarca cuentan con carril-bici y en algunas hay semáforos especiales para las bicicletas. En el centro de Copenhague hay un servicio gratuito de préstamo de bicicletas. Los daneses son sumamente respetuosos de las leyes de tránsito, las multas son caras y se aplican tanto a los automóviles como a las bicicletas. En bicicleta es necesario señalar con las manos las maniobras a realizar para mayor precaución.

## Cultura
Dinamarca comparte fuertes nexos históricos y culturales con sus vecinos escandinavos, Suecia y Noruega. Además, es una de las culturas más progresistas del mundo en cuestiones sociales. Por ejemplo, en 1969, fue el primer país del mundo en legalizar la pornografía;[cita requerida] y en 2012 el gobierno publicó dos proyectos de ley,[cita requerida] por los que se permitía a las parejas del mismo sexo contraer matrimonio tanto en las oficinas del registro civil como en la propia Iglesia de Dinamarca.
En la actualidad, el país cuenta con siete lugares declarados Patrimonio de la Humanidad por la Unesco.[cita requerida] De ellos, cinco son de carácter cultural: las dos estelas rúnicas de Jelling; la Catedral de Roskilde, primera catedral gótica de Escandinavia, levantada entre los siglos XII-XIII; el Palacio de Kronborg, palacio de los siglos XVI-XVIII; la colonia de Christiansfeld, fundada en 1773 por la Hermandad de Moravia; el paisaje cinegético de montería de Selandia Septentrional. Los dos restantes son de carácter natural: el Acantilado de Stevns y el Mar de Frisia, la llanura de marea más extensa del mundo, compartida con Alemania y los Países Bajos.

### Ciencia
Dinamarca tiene una larga tradición científica en todos los campos, a menudo con descubrimientos fundamentales. El país participó en la Revolución científica de los siglos XVI-XVII.[cita requerida] De esta época es el astrónomo, astrólogo y alquimista Tycho Brahe (1546-1601), descrito como «la primera mente competente de la astronomía moderna que sentía ardientemente la pasión por los datos empíricos exactos». Siglos después, Hans Christian Ørsted (1777-1851) fue un físico y químico danés, gran estudioso del electromagnetismo, que predijo en 1813 la existencia de los fenómenos electromagnéticos, un descubrimiento crucial en el desarrollo de la electricidad.[cita requerida] Y en el siglo XX destaca el físico Niels Bohr (1885-1962), especializado en física atómica y mecánica cuántica. Descrito como uno de los científicos más influyentes del siglo pasado, formó parte del Proyecto Manhattan.[cita requerida]
El Índice global de innovación, a cargo de la Organización Mundial de la Propiedad Intelectual, en su versión 2024, ubicó a Dinamarca en décimo lugar en innovación entre ciento treinta y tres países, en 2023 ocupó la posición novena y, en 2022, el lugar décimo.

### Literatura

Hans Christian Andersen (1805-1875) es uno de los escritores daneses más célebres.

La literatura en danés tardó mucho en desarrollarse. Al margen de las inscripciones rúnicas, no se conserva ningún testimonio escrito de época pagana.[cita requerida] Durante la Edad Media, la escasa producción literaria que hubo se redactó en latín. Únicamente estaban compuestas en danés las canciones populares, de transmisión oral y anónimas, si bien se recogieron siglos después. La Reforma protestante hizo que se tradujese la Biblia al danés y eso dio un nuevo impulso al danés y a su literatura. No obstante, habrá que esperar al siglo XVIII para que aparezca el primer gran escritor nacional, Ludvig Holberg (1684-1754), un dramaturgo, historiador y ensayista de la Ilustración, cuya importancia llega hasta tan punto dentro del contexto danés, que hace que todo el período sea conocido como el «siglo de Holberg». Pero el escritor danés más conocido de todos los tiempos es el autor de cuentos infantiles Hans Christian Andersen (1805-1875), autor de obras tan populares, tanto dentro como fuera de su país, como «El patito feo», «El traje nuevo del emperador» o «La sirenita». Coetáneo suyo es el filósofo y teólogo Søren Kierkegaard (1813-1855), considerado de algún modo como padre del Existencialismo y que tanto influyó en la Generación del 98 y más concretamente en Miguel de Unamuno. Gracias al cine, en el siglo XX se ha hecho conocida internacionalmente Isak Dinesen, pseudónimo de Karen Blixen (1885-1962), autora de Memorias de África (1937), que inspiró la premiada película estadounidense Out of Africa, protagonizada por Meryl Streep en el papel de Blixen.

### Arte

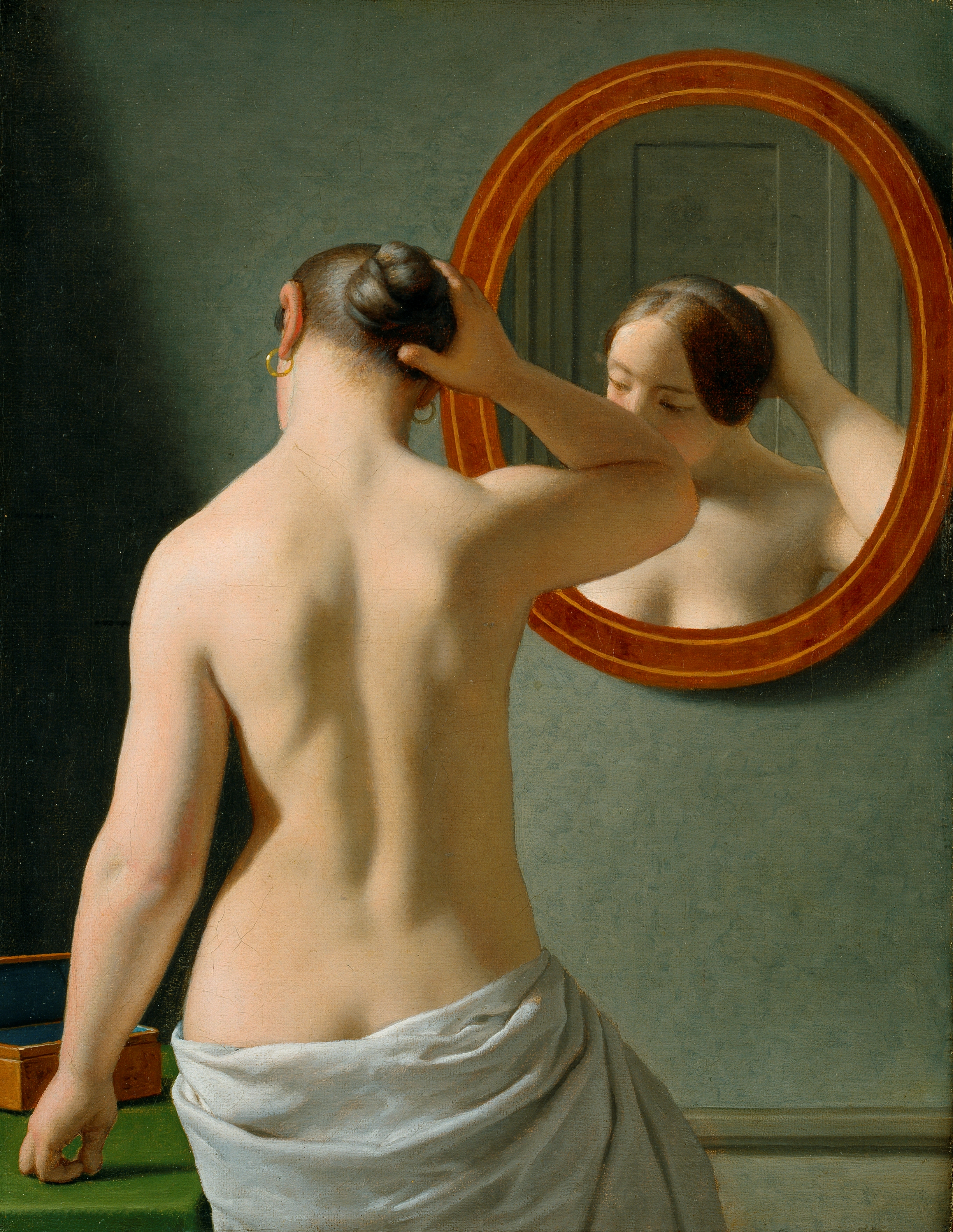
Mujer frente a un espejo, pintado por Christoffer Wilhelm Eckersberg en 1841.

P.S. Krøyer (1851-1909), pintor danonoruego, es uno de los más estimados y coloristas pintores de la comunidad danonoruega de Skagen. Los museos de Luisiana y Aalborg contienen colecciones de arte moderno. En el siglo XXI, gracias al cine, se ha hecho bastante famosa la artista Lili Elbe (1882-1931), conocida también por ser la primera persona que se sepa que se sometió a una cirugía de cambio de sexo. Su vida fue convertida en película en 2015, bajo el título La chica danesa, con Tom Hooper como director y Eddie Redmayne en el papel protagonista.

### Diseño y arquitectura
La evolución de la arquitectura danesa transforma las influencias internacionales y las adapta a las condiciones locales, al paisaje, al clima y a la tradición. La identidad de la tradición constructiva del aparejo de ladrillo y la estructura de postes de madera, la naturaleza de los materiales y la solidez de la producción artesanal, constituyen las características que provienen de la herencia cultural y conforman sobre el acervo vernáculo una modernidad esencial danesa. Arne Jacobsen (1902-1971) fue un diseñador y arquitecto industrial danés conocido por sus muebles que se han convertido en clásicos, entre ellos la silla Hormiga de 1951, las sillas Cisne y Huevo y la número 7. Verner Panton (1926-1998) fue un diseñador industrial danés considerado como uno de los más influyentes del diseño de mobiliario de finales del siglo XX. Otros diseñadores de mobiliario famosos son Kaare Klint (1888-1954), Finn Juhl (1912-1989), Børge Mogensen (1914-1972), Hans Wegner (1914-2007) y Poul Kjærholm (1929-1980). Poul Henningsen (1894-1967) es famoso por sus lámparas como las lámparas PH y la Lámpara de Alcachofa. Georg Jensen (1866-1935) es conocido en todo el mundo por sus diseños en plata. El arquitecto danés Jørn Utzon (1918-2008) fue el arquitecto que realizó el proyecto de la Ópera de Sídney, y fue el ganador del Premio Pritzker en 2003. El arquitecto danés Bjarke Ingels (1974-) es uno de los principales jóvenes arquitectos del mundo. La manufactura Royal Copenhagen es conocida por sus objetos en porcelana real apreciada por los coleccionistas, cuyo origen está en la antigua alfarería real de Dinamarca. Bang & Olufsen es una compañía danesa que diseña productos audiovisuales para el hogar conocidos por su diseño elegante y sofisticado, como televisores, teléfonos, altavoces y sistemas de audio para coches (Audi y Aston Martin).

### Cine
El cine danés tuvo una amplia difusión internacional entre 1910 y 1918, gracias a sus películas de temática erótica.[cita requerida] Sin embargo, tras la Primera Guerra Mundial entró en decadencia, incapaz de competir con la industria alemana y estadounidense. Desde 1920, la cinematografía danesa se caracterizó por su mediocridad y solo Carl Theodor Dreyer, logró traspasar las fronteras de su país, tanto con obras clásicas del cine silente (La pasión de Juana de Arco), como con joyas de la época sonora (Vampyr - Der Traum des Allan Grey, Ordet, Dies Irae y Gertrud).
A finales del siglo XX, el cine danés empieza a recuperarse y a exportarse. A ello contribuyó en buena medida Bille August, cuyas películas más famosas son Pelle el conquistador (1987), que ganó la Palma de Oro en el Festival Internacional de Cine de Cannes en 1988, el Óscar y el Globo de Oro a la Mejor Película en Lengua Extranjera en 1989; y Las mejores intenciones, que también obtuvo la Palma de Oro en Cannes en 1992. En 1995, Lars von Trier y Thomas Vinterberg crearon Dogma 95, un movimiento cinematográfico que tuvo gran influencia internacional en el tránsito entre los siglos XX y XXI. Lars von Trier recibió en 2000 la Palma de Oro en el Festival de Cannes por la película Dancer in the Dark. Más recientemente, Susanne Bier ganó los Premios Globo de Oro con la película Hævnen (Venganza), como la mejor película en lengua no inglesa y el Óscar en 2010 como la mejor película extranjera. En 2011 Nicolas Refn recibió la Palma de Oro con la película Drive.

### Música
Carl Nielsen (1865-1931) es tal vez el compositor más famoso de Dinamarca.[cita requerida] Internacionalmente, Nielsen es conocido por sus seis sinfonías. Otras piezas conocidas son la música adicional que compuso para el drama del poeta Adam Oehlenschläger Aladdin, las óperas Saúl y David y Mascarada, los conciertos para flauta y clarinete y el quinteto de viento. Lars Ulrich, baterista de la banda estadounidense Metallica, es miembro fundador de la misma y es el primer danés en ser inducido en el Salón de la Fama del Rock de la historia.
Una de las cantantes danesas más famosas es Karen Marie Ørsted, más conocida por su nombre artístico MØ, nacida en Odense.

### Moda
La moda danesa es muy popular a nivel internacional.[¿según quién?] Es la cuarta mayor exportación de Dinamarca y Copenhague es la cuarta ciudad en Europa en lo que se refiere a la moda. Los diseñadores daneses han desarrollado un estilo único famoso por la innovación y la estética. Algunos de los diseñadores o marcas más conocidas son Day Birger et Mikkelsen, by Malene Birger, Bruuns Bazaar, Isabell Kristensen, Baum und Pherdgarten, Rützou, entre otros. Cada año se celebra la Semana de la Moda de Copenhague o Copenhague Fashion Week. Uno de los miembros más populares de la familia real, la princesa heredera María Isabel de Dinamarca, es protectora de la moda danesa y durante años ha servido de pauta a los diseñadores daneses y la población danesa como icono de moda y considerada una de las mejores vestidas del mundo ha contribuido a la popularidad de la moda danesa.

### Gastronomía

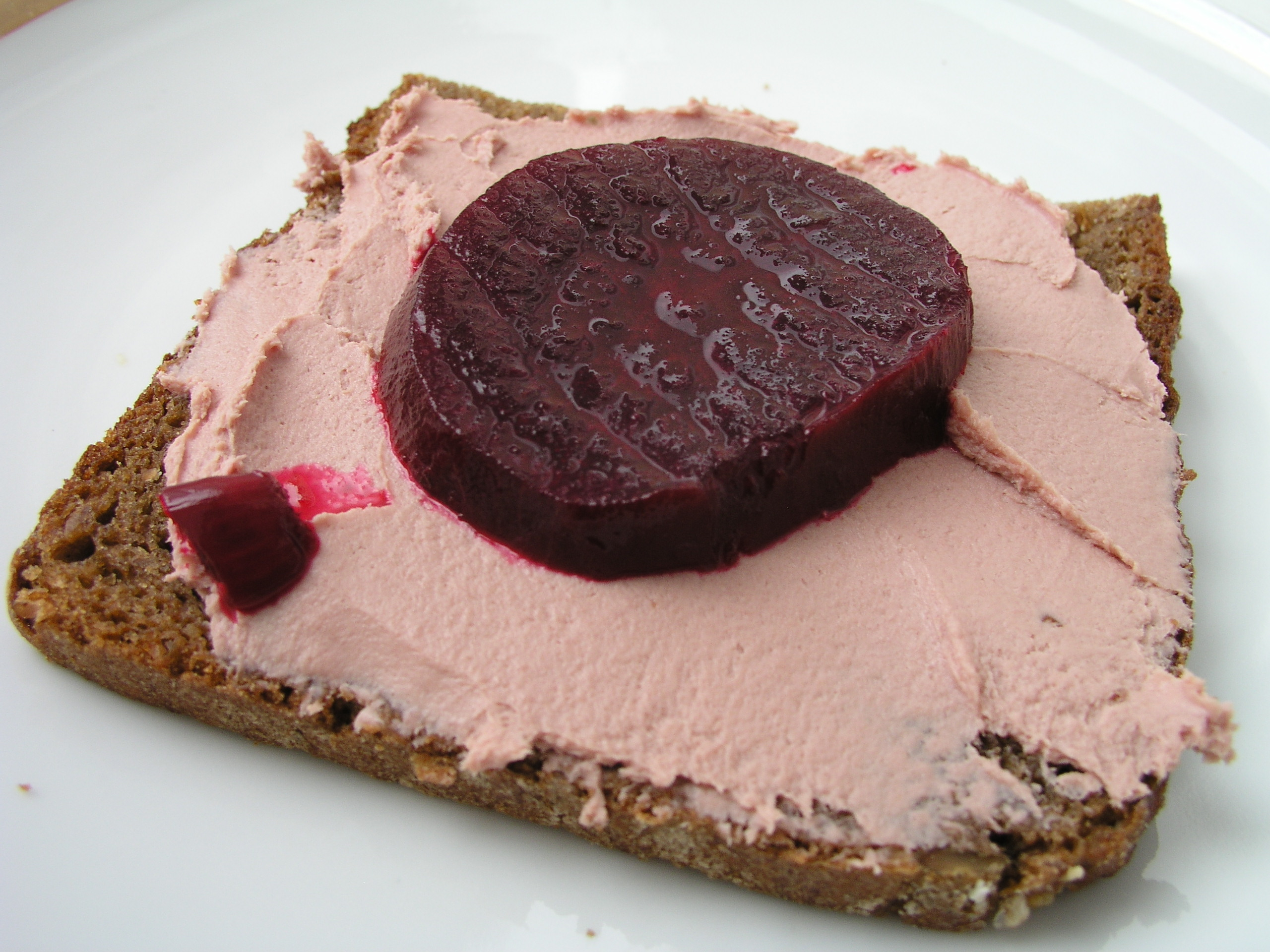
Rugbrød con Leverpostej.

La gastronomía de Dinamarca ha sido tradicionalmente influida por la cocina francesa,[cita requerida] ya que el idioma y la cultura francesa ha ejercido una influencia profunda en la casa real danesa y la clase alta. También está influida por otros países europeos como Italia.[cita requerida] La cocina antigua del campo es similar a la de otros países escandinavos (cocina sueca y cocina noruega) y a la de Alemania.
La cena es la comida principal del día que se consume en casa con la familia.[cita requerida] Las características generales asociadas a sus platos, es que consisten principalmente en pescados, mariscos, carne y una variedad de raíces comestibles, verduras y hierbas. Esta costumbre tiene sus orígenes en la tradición agrícola y pesquera del país, así como la influencia geográfica. Las tradiciones gastronómicas varían mucho entre islas y regiones del país.
Las características generales asociadas a los platos tradicionales del campo, es que son pesados y ricos en grasas, consistiendo principalmente en carbohidratos, carne, pescados y patatas.
El restaurante danés Noma, situado en Copenhague, se hizo famoso a nivel internacional cuando ganó el título como el mejor restaurante del mundo en el 2010, 2011 y 2012. Además ha ganado dos estrellas en la Guía Michelin en el 2008 y 2009. El nombre Noma es formado por la frase del danés nordisk mad que significa «comida nórdica» y el menú consiste en comida hecha por los ingredientes locales y tradicionales y representa la cocina danesa moderna.
Carlsberg y Tuborg son dos marcas de cerveza de origen danés. Anton Berg es una marca danesa famosa por sus chocolates.

### Deporte

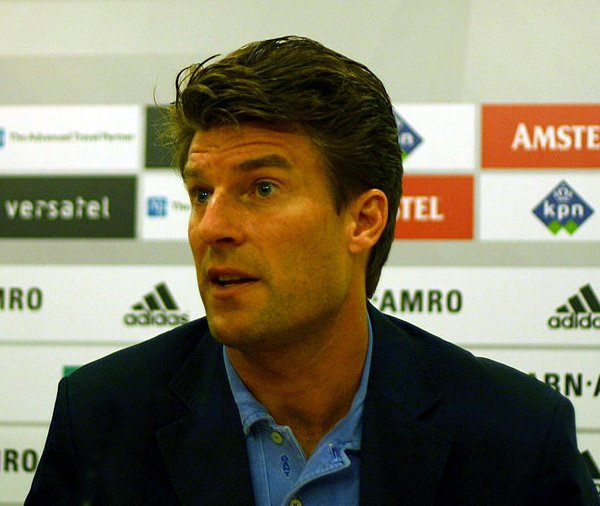
Michael Laudrup, futbolista danés que brilló en la década de 1990, y que jugó en varios de los mejores clubes de Europa.

Caroline Wozniacki, tenista danesa.

El deporte nacional en Dinamarca y el más practicado es el fútbol. La selección danesa hizo historia en la década de 1990, al ganar primero la Eurocopa que se disputó en Suecia en 1992, y la Copa Confederaciones de 1995. Esa generación de futbolistas integrada por los hermanos Michael y Brian Laudrup, además del arquero Peter Schmeichel, considerado uno de los mejores porteros de la historia.[cita requerida] En la Copa Mundial (competición a la que acudieron en cuatro ocasiones), alcanzaron los cuartos de final en el año 1998.
En Dinamarca existen alrededor de 1620 clubes registrados, entre los más conocidos está el FC Copenhague. La liga nacional «La Superliga» tiene muchos aficionados fieles. Otras ligas nacionales de Europa como la de Países Bajos, Alemania, Inglaterra, Italia y España también tienen mucha popularidad en Dinamarca.
En tenis, la jugadora danesa Caroline Wozniacki, de origen polaco fue del 2010 al 2012 la n.º 1 de la WTA. En 2018 ganó el abierto de Australia. En 2012, el jugador Frederik Løchte Nielsen ganó el final de dobles masculino en Wimbledon.
En balonmano, la sección femenina ha cosechado varios éxitos, como en los Juegos Olímpicos, donde ganaron medallas de oro en 1996, 2000 y 2004; tres veces el Campeonato Europeo en 1994, 1996 y 2002, y un Mundial en 1997. La sección masculina ganó en 2008 y 2012 el certamen europeo. Mikkel Hansen se coronó como el jugador más determinante y aspirante a mejor del mundo en 2012.
La selección danesa de balonmano masculino se proclamó por primera vez campeona olímpica en las Olimpiadas de Río 2016 en Brasil, tras imponerse en la final por 28-26 a Francia.[cita requerida]
Thomas Bjørn, Soren Hansen y Thorbjørn Olesen han sido los únicos jugadores daneses que han representado a Europa en la Ryder Cup de golf. Bjørn fue elegido también capitán del equipo europeo en la edición del año 2018.
El ciclismo también ha tenido grandes éxitos, entre los que destacan Jonas Vingegaard, quien ganó el Tour de Francia en 2022, o Mads Pedersen, campeón del mundo de ciclismo en Yorkshire en 2019. Otro ganador del Tour de Francia (edición de 1996), Bjarne Riis, fue posteriormente borrado del palmarés tras confesar años después su dopaje.
Otros deportes populares son el hockey sobre hielo, balonmano, golf, entre otros.